# Брежнев, Леонид Ильич
Леони́д Ильи́ч Бре́жнев (6 [19] декабря 1906, по другим данным, 19 декабря 1906 [1 января 1907], Каменское, Екатеринославская губерния, Российская империя — 10 ноября 1982, Заречье, Одинцовский район, Московская область, РСФСР, СССР) — советский государственный, политический и партийный деятель, занимавший высшую руководящую должность в КПСС в течение 18 лет (с 1964 и до своей смерти в 1982 году). Первый секретарь ЦК КПСС в 1964—1966 годах и Генеральный секретарь ЦК КПСС с 1966 по 1982 год. Маршал Советского Союза (1976). Четырежды Герой Советского Союза (1966, 1976, 1978, 1981), Герой Социалистического Труда (1961).
Кандидат в члены Президиума ЦК (1952—1953; 1956—1957), секретарь ЦК КПСС (1952—1953; 1956—1960, 1963—1964). В 1960—1964 годах — председатель Президиума ВС СССР.
Председатель Бюро ЦК КПСС по РСФСР с 1964 по 1966 год. Депутат Совета Союза Верховного Совета СССР (3—10-е созывы, 1950—1982). Член Союза журналистов СССР и Союза писателей СССР.
Кавалер восьми орденов Ленина. Лауреат Международной Ленинской премии «За укрепление мира между народами» (1973) и Ленинской премии по литературе (1979). В 1978 году награждён орденом «Победа» (в 1989 году это награждение как противоречащее статуту ордена отменено указом Президиума Верховного Совета СССР за подписью его Председателя Михаила Горбачёва). Всего Брежнев имел 117 советских и иностранных государственных наград.
Участник Великой Отечественной войны и Парада Победы на Красной площади 24 июня 1945 года (замполит сводного полка 4-го Украинского фронта).

## Биография

### Ранние годы в Каменском

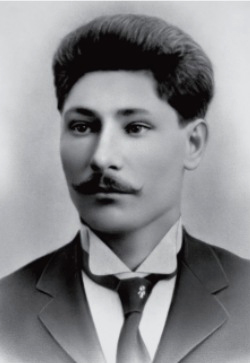
Отец — Илья Яковлевич

Леонид Ильич Брежнев родился 19 декабря 1906 года в селе Каменском Екатеринославской губернии Российской империи (ныне одноимённый город Днепропетровской области Украины) в семье потомственных рабочих Ильи Яковлевича Брежнева (1878—1937, в ряде источников дата смерти указана 1930) и Натальи Денисовны Мазаловой (1886—1975).
Отец родом из семьи однодворцев деревни Брежнево Курской области, родители матери Леонида — из Енакиева. В семье росло трое детей: Леонид, Яков и Вера (1910—1997). Была ещё одна дочь, но она умерла вскоре после рождения. Отец работал на металлургическом заводе и семья была довольно обеспеченная.
В различных официальных документах, включая паспорт, национальность Л. И. Брежнева указывалась как великорос или украинец или русский. В своих мемуарах Брежнев писал, что родился в семье рабочего — выходца «из Курской губернии, из деревни Брежнево Стрелецкого уезда», и имеет русское происхождение: «Таким образом, по национальности я русский, по происхождению — коренной пролетарий, потомственный металлург».
В 1915 году был принят в классическую гимназию (ставшую в 1918 году Единой трудовой школой) города Каменское, которую окончил в 1921 году.
С 1921 года работал на Курском маслобойном заводе чернорабочим, в 1923 году вступил в комсомол (№ 3297).

### Учёба и опыт работы

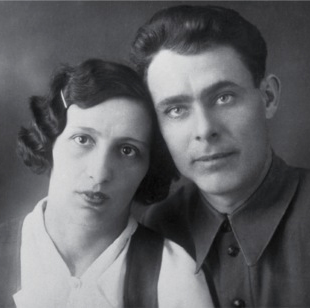
Виктория и Леонид Брежневы. 1927

В 1923—1927 годах учился в Курском землеустроительном-мелиоративном техникуме. Получив квалификацию землемера 3-го разряда, работал землемером-землеустроителем: несколько месяцев в с. Теребрено Краснояружской волости Грайворонского уезда Курской губернии (ныне Краснояружский район Белгородской области), потом в Кохановском районе Оршанского округа Белорусской ССР (ныне дер. Богдановка, Толочинский район, Витебская область, Беларусь).
В 1927 году женился на Виктории Денисовой.
В марте 1928 года Брежнев был переведён на Урал, где работал в селе Шемаха землеустроителем, заведующим районным земельным отделом в Бисертском районе, заместителем председателя Бисертского райисполкома Уральской области (1929—1930). 13 февраля 1930 года утверждён на должность заведующего отделом землеустройства Свердловского окружного земельного управления (ОКРЗУ).
9 октября 1929 года был принят кандидатом в члены ВКП(б) с 2-годичным стажем.
В сентябре 1930 года уехал с Урала и поступил в Московский машиностроительный институт, а в сентябре 1931 года перевёлся на вечерний факультет (рабфак) Каменского металлургического института имени Арсеничева. Одновременно с учёбой работал слесарем на Днепровском металлургическом заводе имени Ф. Э. Дзержинского.

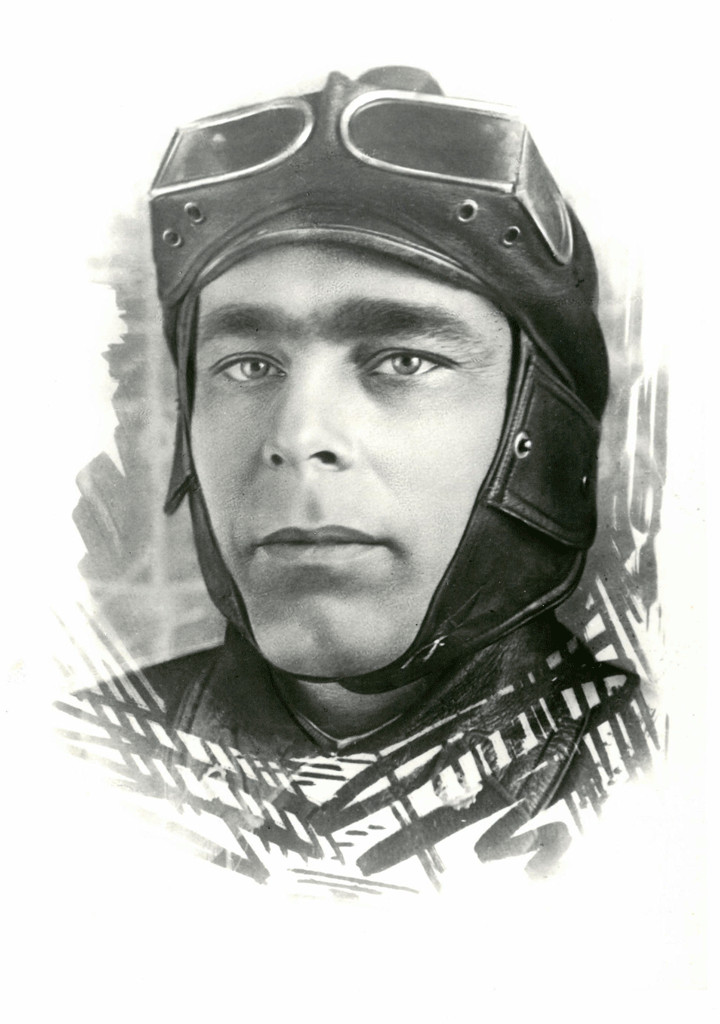
Л. И. Брежнев — курсант Забайкальской бронетанковой школы. 1936

24 октября 1931 года вступил в ВКП(б).
5 мая 1935 года получил диплом с квалификацией инженера-теплосиловика.
В 1935 году по окончании института работал начальником смены силового цеха на заводе имени Дзержинского.
С октября 1935 года служил в РККА в Дальневосточном крае: курсант и политрук танковой роты в бронетанковой школе (посёлок Песчанка (Чита-II), в 15 км юго-восточнее города Читы) Забайкальского военного округа. Учился на курсах моторизации и механизации Красной армии, по окончании которых получил звание лейтенанта. В 1982 году после смерти Л. И. Брежнева его имя было присвоено Песчанскому танковому учебному полку.
В 1936—1937 годах был директором металлургического техникума в Днепродзержинске.
В 1937 году работал инженером на Днепровском металлургическом заводе имени Ф. Э. Дзержинского.
В мае 1937 года был избран заместителем председателя Днепродзержинского горисполкома.
В Днепродзержинске Леонид Брежнев жил в скромном двухэтажном четырёхквартирном доме № 40 на проспекте Г. П. Пелина. Сейчас его называют «Лёнин дом». По словам бывших соседей, очень любил гонять голубей со стоявшей во дворе голубятни (сейчас на её месте гараж). Последний раз он посетил своё родовое гнездо в 1979 году, сфотографировавшись с его жильцами на память.
С 14 мая 1938 года работал заведующим отделом Днепропетровского обкома компартии Украины (КП(б)У).
С 7 февраля 1939 года — третьим секретарём обкома КП(б)У по пропаганде.
23 мая 1939 года утверждён секретарём Днепропетровского обкома КП(б)У по пропаганде и агитации.
10 марта 1940 года избран членом бюро Обкома КП(б)У.
25 марта 1941 года избран секретарём Днепропетровского обкома КП(б)У по оборонной промышленности.

### Военные годы (комиссар—полковник—генерал)

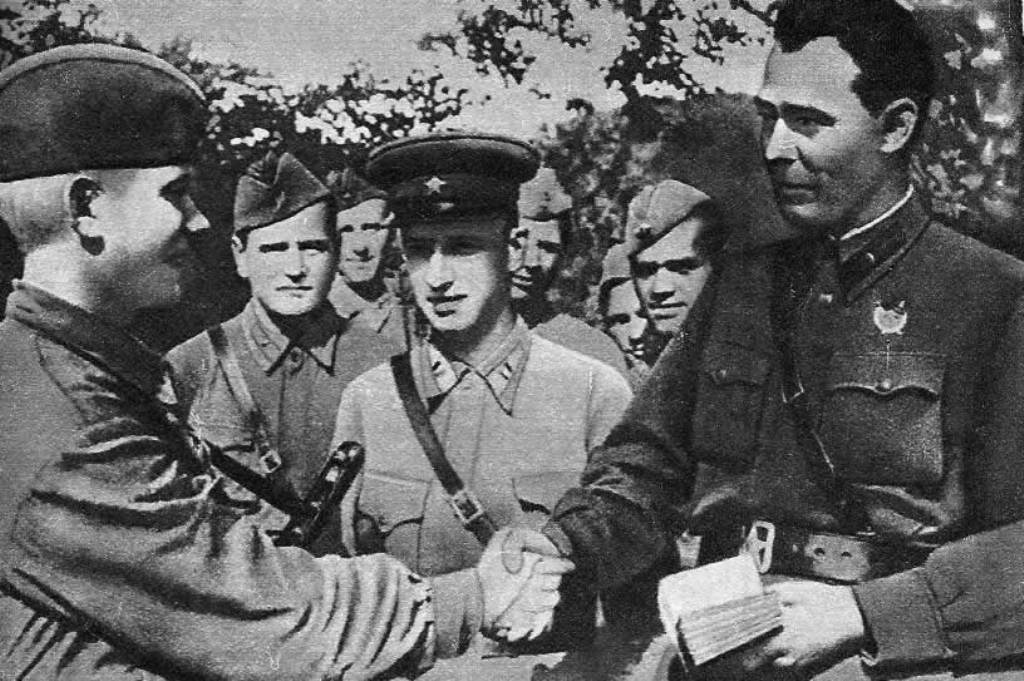
Бригадный комиссар Брежнев (справа) вручает бойцу партбилет. 1942

С началом Великой Отечественной войны участвовал в мобилизации населения в РККА, занимался эвакуацией промышленности. 28 июня 1941 года вторично призван в РККА Днепропетровским горвоенкоматом. 23 июля 1941 года назначен начальником группы особого назначения при ВС Южного фронта (1-го формирования).
16 сентября 1941 году получил звание полкового комиссара запаса
и назначен заместителем начальника политуправления Южного фронта.
26 декабря 1941 года получил звание бригадного комиссара. С 10 августа 1942 года — заместитель начальника политуправления Северо-Кавказского фронта, с 16 марта 1943 года — заместитель начальника политуправления Черноморской группы войск Северо-Кавказского фронта, с 1 апреля 1943 года — начальник политотдела 18-й армии.
27 марта 1942 года награждён орденом Красного Знамени за участие под командованием Р. Я. Малиновского в наступательной Барвенково-Лозовской операции на юге Харьковской области.
При упразднении института военных комиссаров в октябре 1942 года вместо генеральского звания был аттестован полковником.
16 марта 1943 года был награждён орденом Красной Звезды.
В 1943 году участвовал в освобождении Новороссийска. В период подготовки операции по освобождению города неоднократно посещал с морским десантом окружённый с суши плацдарм Малая земля на западном берегу Цемесской бухты. За освобождение Новороссийска был награждён орденом Отечественной войны I степени.

 Начальник политотдела 18-й армии полковник Леонид Ильич Брежнев сорок раз приплывал на Малую Землю, а это было опасно, так как некоторые суда в дороге подрывались на минах и гибли от прямых снарядов и авиационных бомб. Однажды сейнер, на котором плыл Брежнев, напоролся на мину, полковника выбросило в море… его подобрали матросы… — С. А. Борзенко в статье «225 дней мужества и отваги» («Правда», 1943 год)
«В отбитии наступления немцев активное участие принимал начальник политотдела 18-й армии полковник тов. Брежнев. Расчёт одного станкового пулемёта (рядовые Кадыров, Абдурзаков, из пополнения) растерялся и не открыл своевременно огня. Два взвода немцев, воспользовавшись этим, подобрались к нашим позициям на бросок гранаты. Тов. Брежнев физически воздействовал на пулемётчиков и заставил их вступить в бой. Понеся значительные потери, немцы отступили, бросив на поле боя несколько раненых. По приказу тов. Брежнева расчёт вёл по ним прицельный огонь, пока не уничтожил». В 1943 году полковник Брежнев был ранен, находился на излечении в госпитале.
28 мая 1944 года начальник политотдела 18-й армии полковник Брежнев был награждён орденом Красного Знамени. 3 ноября 1944 года за освобождение Мукачево и Ужгорода награждён орденом Богдана Хмельницкого II степени.
2 ноября 1944 года ему было присвоено звание генерал-майора.
С июня 1945 года — начальник политуправления 4-го Украинского фронта.
На Параде Победы 24 июня 1945 года на Красной площади в Москве был заместителем командира по политической части сводного полка 4-го Украинского фронта, шёл во главе колонны вместе с командующим фронтом генералом армии А. И. Ерёменко.
С 1 сентября 1945 года — начальник политуправления Прикарпатского военного округа. 13 июня 1946 года освобождён от должности и направлен в распоряжение ЦК ВКП(б) Украины.

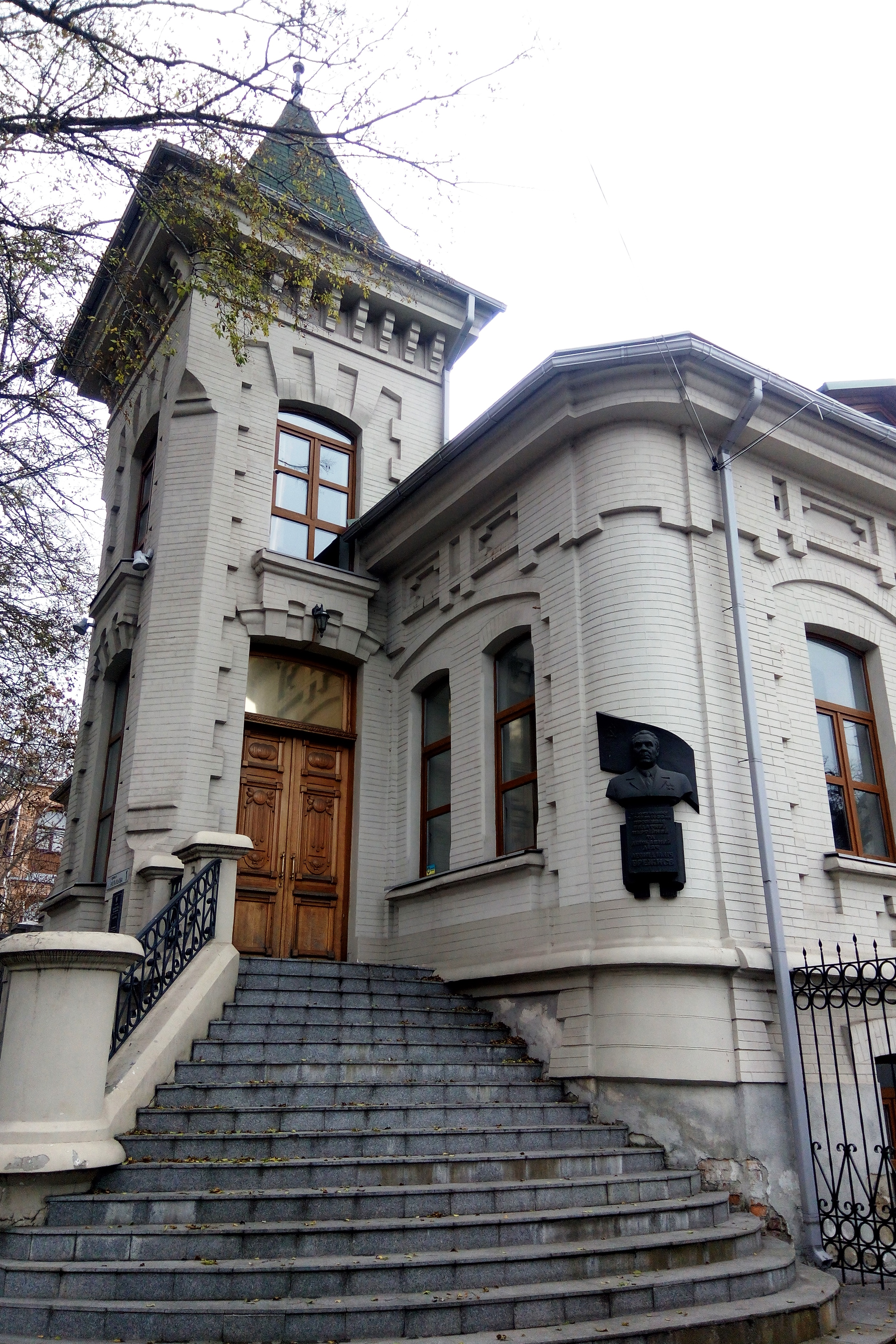
Дом в Днепре на Крутогорном спуске, где Л. И. Брежнев жил с 1947 по 1950 год

### Послевоенный период и государственная карьера
С 28 августа 1946 года по 22 ноября 1947 года первый секретарь Запорожского обкома КП(б) Украины (назначен по рекомендации Н. С. Хрущёва).
Руководил восстановлением разрушенных во время войны предприятий и Днепрогэса.
7 декабря 1947 года за успехи в возрождении металлургического завода «Запорожсталь» Л. И. Брежнев награждён первым орденом Ленина.
17 апреля 1948 года утверждён на должность первого секретаря Днепропетровского горкома КП(б) Украины.
С 13 января 1949 года работал первым секретарём Днепропетровского обкома партии. Много сделал для послевоенного восстановления города и промышленных предприятий.
В 1948 году награждён медалью «За восстановление предприятий чёрной металлургии Юга».
16 июня 1950 года освобождён от должности первого секретаря Днепропетровского обкома КП(б) Украины и направлен инспектором в ЦК ВКП(б).

«Ввиду крупных ошибок в работе с кадрами в Министерстве автомобильной и тракторной промышленности командировать тт. Брежнева Л. И. и Шаталина Н. Н. в Молдавскую парторганизацию для участия в работе пленума ЦК(б) Молдавии».

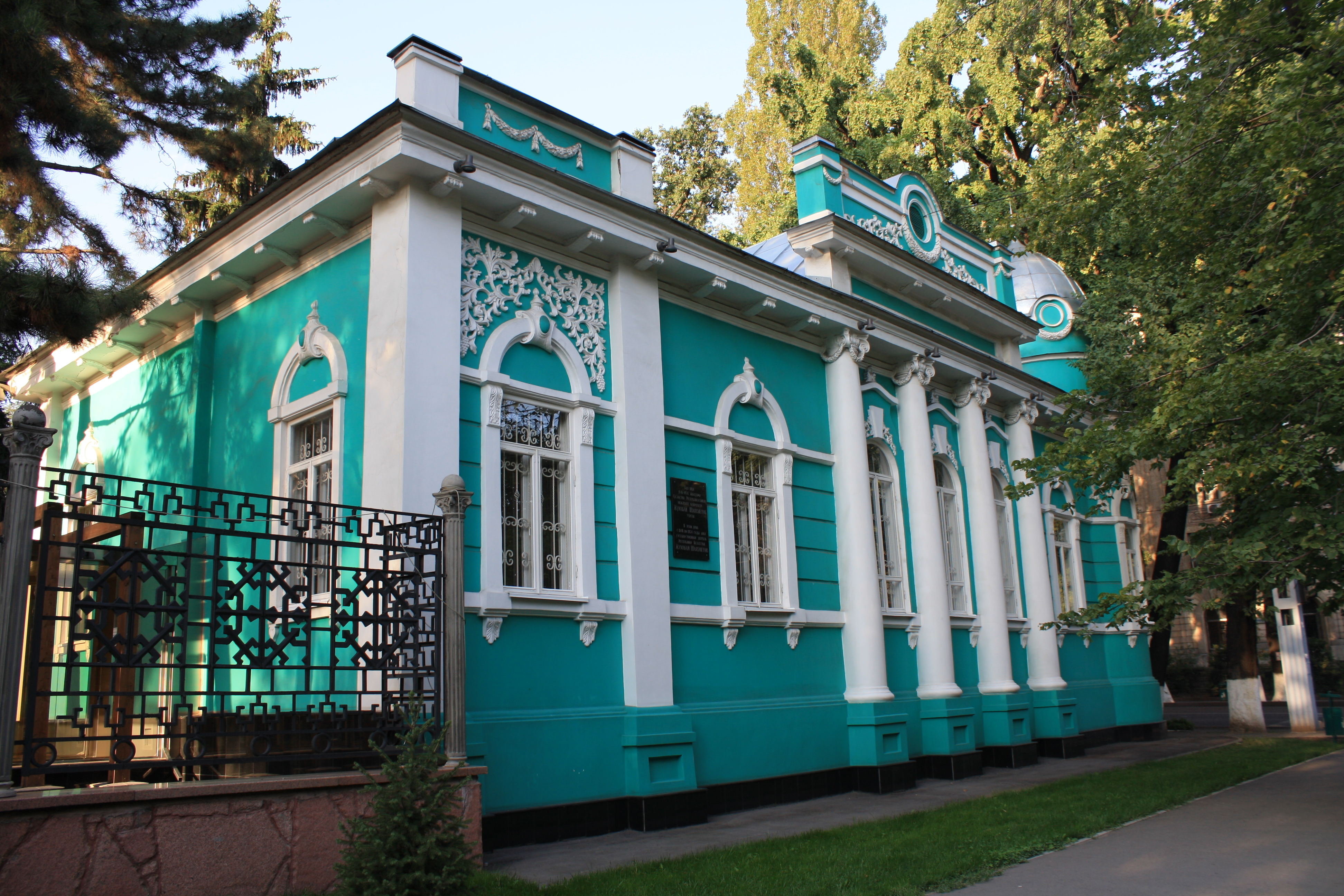
Дом почётного гражданина Головизина в Алма-Ате, в котором Л. И. Брежнев жил с 1955 по 1956 год

Назначен секретарём ЦК КП(б) Молдавии. 2 апреля 1951 года — избран первым секретарём ЦК КП(б) Молдавии. Проработав на этом посту до октября 1952 года, когда после личной встречи с Иосифом Сталиным на XIX съезде КПСС, он впервые избирается членом ЦК, а на послесъездовском пленуме ЦК избирается секретарём ЦК и кандидатом в члены Президиума ЦК партии. Также был членом постоянных комиссий при Президиуме ЦК — по внешним делам и по вопросам обороны (в последней с 19 ноября 1952).
После смерти Сталина в марте 1953 года Брежнев освобождён от обеих должностей и назначен начальником политуправления Военно-морского министерства. В связи с последовавшим в том же месяце объединением Военного и Военно-Морского Министерств для образования Министерства обороны были объединены и их политорганы, и Брежнев остался без работы.
3 мая 1953 года Брежнев обратился с письмом к Председателю Совета министров СССР Г. М. Маленкову с просьбой направить его на работу в парторганизацию Украины.
20 мая 1953 года Президиум ЦК КПСС утвердил генерал-майора Брежнева заместителем начальника Главного политического управления Министерства обороны СССР, а приказом министра обороны СССР № 01607 от 21 мая 1953 года Брежнев был возвращён в кадры Советской армии на должность заместителя начальника Главного политуправления МО СССР.
По данным П. А. Судоплатова и генерала К. С. Москаленко, среди 10 вооружённых генералов, вызванных в Кремль 26 июня 1953 года для ареста Л. П. Берии, был и Л. И. Брежнев.
С 21 мая 1953 по 27 февраля 1954 года — заместитель начальника Главного политического управления Советской Армии и Военно-морского флота. Генерал-лейтенант (с 4 августа 1953).
В 1954 году по предложению Н. С. Хрущёва переводится в Казахскую ССР, где сначала работает вторым (с 19 февраля 1954 г., с освобождением его от работы в Министерстве обороны СССР с 27 февраля 1954 г.), а с 6 августа 1955 года — первым секретарём ЦК КП Казахстана. В этот период проживает в доме почётного гражданина Головизина в Алма-Ате. Руководит освоением целинных земель, за которое 29 апреля 1957 года Указом ПВС КазССР награждён медалью № 733535 «За освоение целинных земель». Участвует в подготовке строительства Научно-исследовательского испытательного полигона № 5 Министерства обороны СССР (нынешний космодром Байконур) в южном Казахстане.
Депутат Совета Союза Верховного Совета СССР от Днепропетровской области (3-й созыв, 1950—1954), Казахской ССР (4-й созыв, 1954—1958), Куйбышевской области (5-й созыв, 1958—1962) и Москвы (6—10-е созывы, 1962—1982). В 1974—1977 годах — член Президиума Верховного Совета СССР.
Брежнев был секретарём ЦК КПСС по оборонной промышленности с 27 февраля 1956 по июль 1960 года, в 1956—1957 годах кандидат в члены Президиума ЦК КПСС, с 29 июня 1957 года член Президиума (c 1966 года — Политбюро) ЦК КПСС.

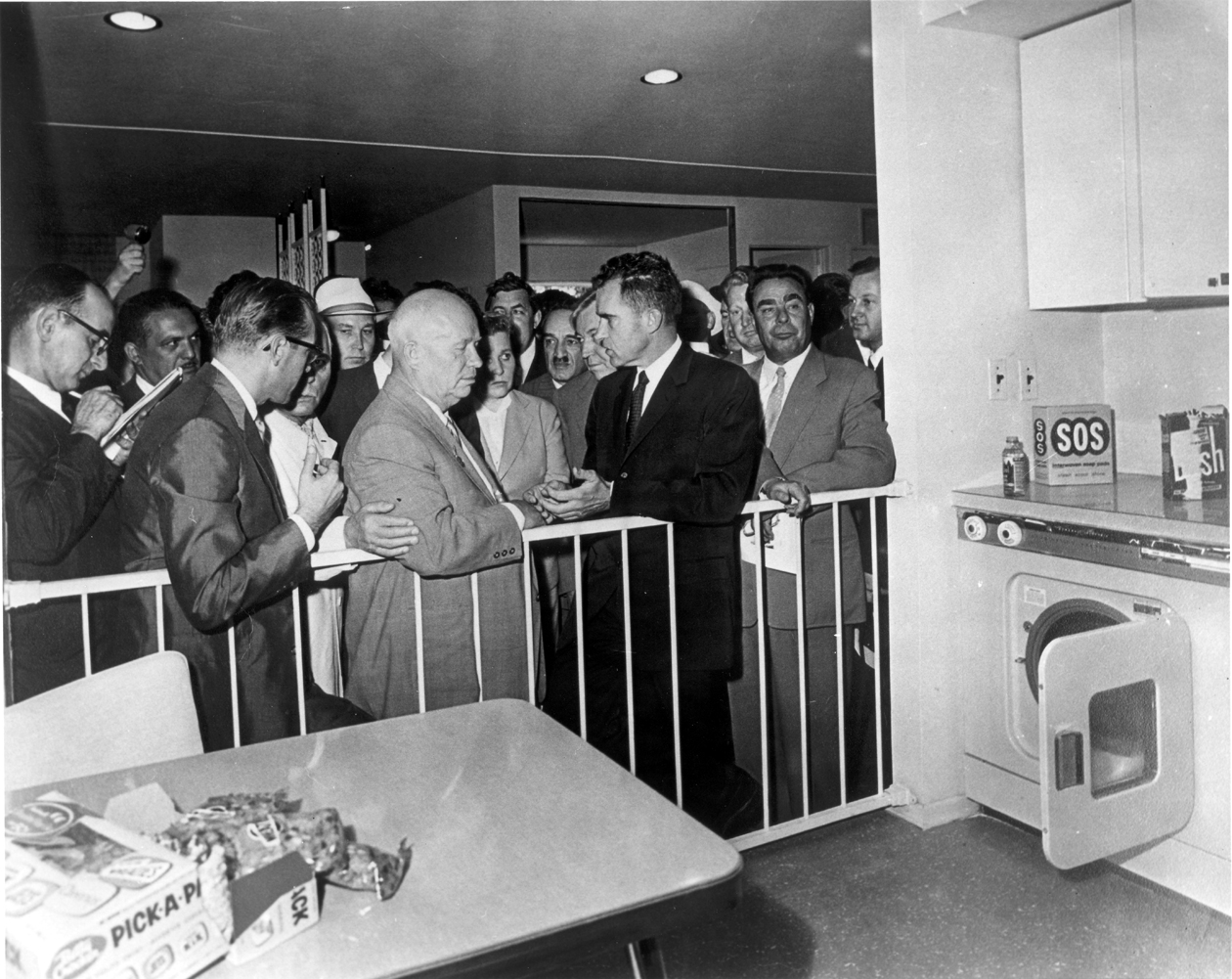
Брежнев (второй справа) во время «кухонных дебатов» Хрущёва и Никсона. 1959

С января по март 1958 года Брежнев был заместителем председателя и член Бюро ЦК КПСС по РСФСР.

#### Участие в космической программе
Будучи первым секретарём ЦК КП Казахстана, Л. И. Брежнев участвовал в решении вопросов строительства Научно-исследовательского испытательного полигона № 5 Министерства обороны СССР (космодрома Байконур), ознакомился с ходом работ по возведению стартовых комплексов. Он писал:

Специалисты хорошо понимали: быстрее, проще, дешевле было бы обосноваться на Чёрных землях. Здесь и железная дорога, и шоссе, и вода, и электроэнергия, весь район обжитой, да и климат не такой суровый, как в Казахстане. Так что у кавказского варианта было немало сторонников. Много пришлось мне в то время изучить документов, проектов, справок, обсудить всё это с учёными, хозяйственниками, инженерами, специалистами, которым в будущем предстояло запускать ракетную технику в космос. Постепенно обоснованное решение складывалось и у меня самого. Центральный Комитет партии выступил за первый вариант — казахстанский. … Жизнь подтвердила целесообразность и правильность такого решения: земли Северного Кавказа сохранены для сельского хозяйства, а Байконур преобразил ещё один район страны. Ракетный полигон требовалось ввести в строй быстро, сроки были жёсткие, а масштабы работ — огромные.— Л. И. Брежнев. Воспоминания
Как секретарь ЦК КПСС Л. И. Брежнев курировал вопросы военно-промышленного комплекса, включая развитие космической техники. За подготовку первого полёта человека в космос (Ю. А. Гагарин, 12 апреля 1961 года) удостоен звания Героя Социалистического Труда (указ от 17 июня 1961 года не публиковался).

### Председатель Президиума Верховного Совета СССР

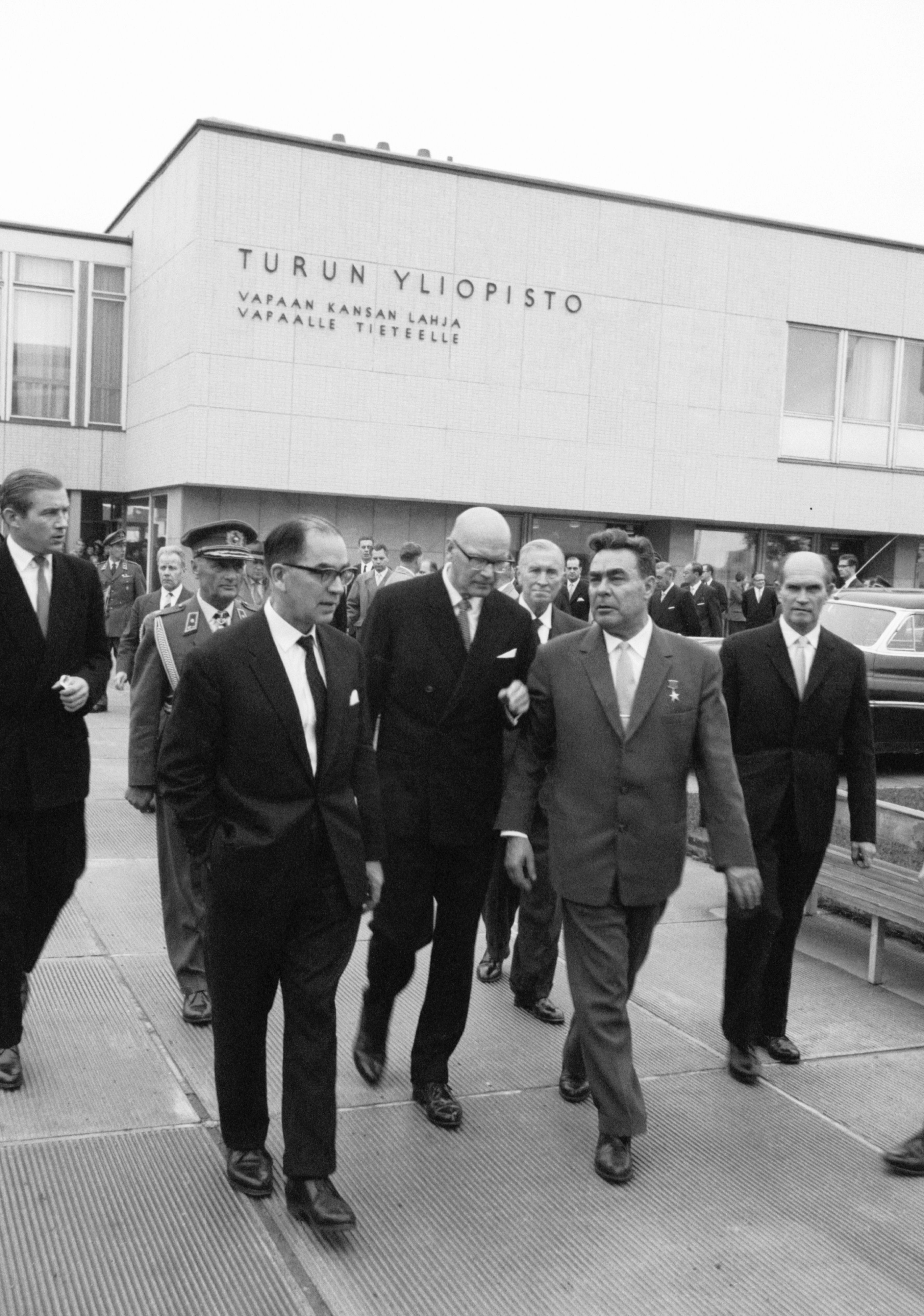
Леонид Брежнев и президент Финляндии Урхо Кекконен. Турку, 1961

С 4 мая 1960 года по 15 июля 1964 года Брежнев занимал пост Председателя Президиума Верховного Совета СССР. Одновременно с июня 1963 года по октябрь 1964 года он являлся секретарём ЦК КПСС.
В феврале 1961 года произошёл инцидент с самолётом, в котором находился Брежнев, с участием самолёта французских ВВС. 9 февраля самолёт Ил-18, в котором находился Брежнев, следовал в Рабат (Марокко), когда в воздушном пространстве над международными водами Средиземного моря в районе около 130 км на север от города Алжир французский истребитель дважды открывал стрельбу по советскому самолёту с последующим пересечением его курса. 10 февраля представитель французского министерства иностранных дел квалифицировал это событие как «достойный сожаления инцидент» и сообщил, что французские власти проводят расследование.
19 октября 1961 года Брежнев выступил с речью на XXII съезде КПСС.
В августе 1964 года Брежнев возглавлял советскую делегацию в Италии, принимавшую участие в похоронах генерального секретаря Итальянской коммунистической партии Пальмиро Тольятти (скончавшегося на отдыхе в Крыму). После похорон Тольятти, состоявшихся 25 августа, Леонид Ильич пожелал встретиться в Риме с премьер-министром Италии Альдо Моро. Это могло стать первой личной встречей Брежнева с главой правительства влиятельного западного государства. По всей вероятности, Брежнев хотел произвести на итальянского премьера благоприятное впечатление для того, чтобы после надвигающейся отставки Хрущёва один из видных европейских лидеров мог положительно отрекомендовать нового руководителя СССР на Западе. Однако христианский демократ Моро, опасаясь быть вовлечённым в шумную пропагандистскую акцию, в которую превратились в Италии похороны руководителя ИКП, воспользовался тем, что Брежнев прибыл во главе партийной, а не государственной делегации, и, не нарушая дипломатический протокол, уклонился от встречи, объяснив её невозможность своим отъездом из Рима. Спустя шесть дней, 31 августа, в Москву было отправлено письмо с извинениями Моро перед Брежневым, которое итальянское посольство передало адресату только 12 сентября. Раздосадованный Брежнев даже не ответил, списав письмо в архив. Спустя месяц Леонид Ильич стал во главе партии. А когда в июле 1971 года Моро в качестве министра иностранных дел Италии прибыл с официальным визитом в СССР, то уже Брежнев отказался в Москве принять итальянского гостя, сославшись на своё отсутствие в столице. Единственная встреча Брежнева и Моро произошла 25 июля 1974 года во время его второго и последнего визита в СССР по случаю 50-летия установления дипломатических отношений между СССР и Италией. Сохранились свидетельства, что встреча в Кремле состоялась после настоятельных просьб итальянской стороны поздно вечером и прошла в формальной, прохладной атмосфере. Сам Брежнев, став генсеком, за 18 лет ни разу не посещал Италию; по предположению историков, он так и не изжил обиду на эту страну.

### На вершине власти (1964—1982)

#### Смещение Хрущёва
В 1964 году участвовал в организации смещения Н. С. Хрущёва. По утверждению члена Политбюро, Президиума ЦК КПСС (1964—1973), первого секретаря ЦК Компартии Украины (1963—1972) П. Е. Шелеста, Леонид Брежнев предлагал председателю КГБ СССР В. Е. Семичастному в период подготовки октябрьского пленума ЦК КПСС 1964 года физически избавиться от Н. С. Хрущёва:

Я рассказал Подгорному, что встречался в Железноводске с В. Е. Семичастным, бывшим председателем КГБ СССР в период подготовки Пленума ЦК 1964 года. Семичастный мне рассказал, что ему Брежнев предлагал физически избавиться от Н. С. Хрущёва, устроив аварию самолёта, автомобильную катастрофу, отравление или арест.
Всё это Подгорный подтвердил и сказал, что Семичастным и им все эти «варианты» устранения Хрущёва были отброшены…

Обо всём этом когда-нибудь станет известно! И как в этом свете будет выглядеть «наш вождь»?

 14 октября с. г. состоялся Пленум Центрального Комитета КПСС. Пленум ЦК КПСС удовлетворил просьбу т. Хрущёва Н. С. об освобождении его от обязанностей Первого секретаря ЦК КПСС, члена Президиума ЦК КПСС и Председателя Совета Министров СССР в связи с преклонным возрастом и ухудшением состояния здоровья. Пленум ЦК КПСС избрал Первым секретарём ЦК КПСС т. Брежнева Л. И. — Информационное сообщение о Пленуме ЦК КПСС 14 октября 1964 г.

На Пленуме ЦК КПСС 14 октября 1964 года Брежнев был избран Первым секретарём ЦК КПСС и Председателем Бюро ЦК КПСС по РСФСР.

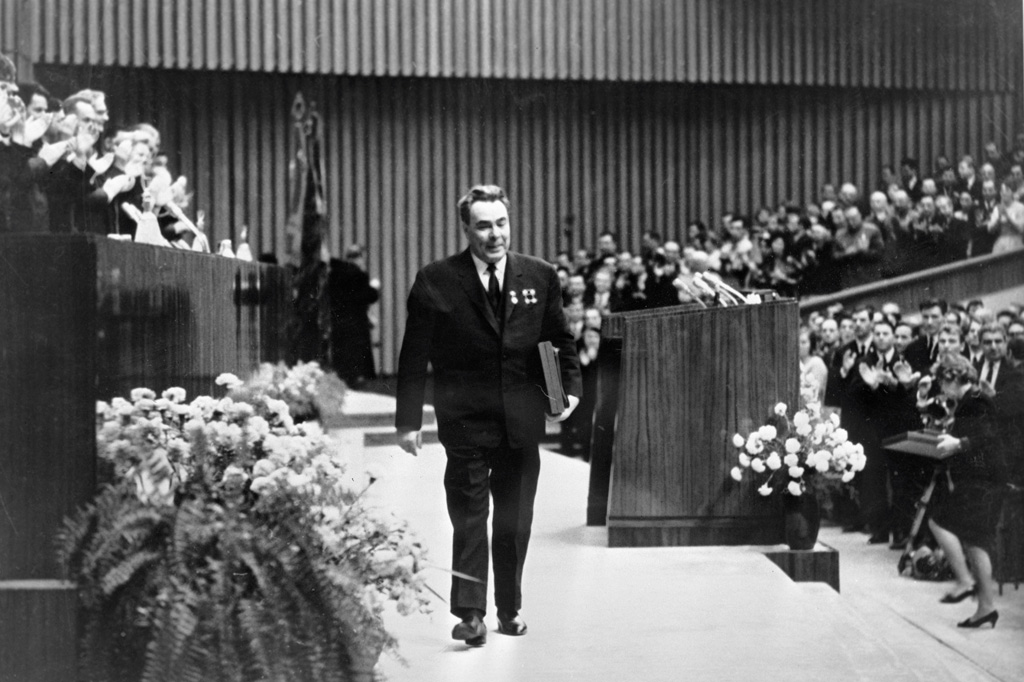
Л. И. Брежнев после выступления на Торжественном пленуме ЦК ВЛКСМ, посвящённом 50-летию Ленинского комсомола. Дворец съездов, 25 октября 1968

Формально в 1964 году было провозглашено возвращение к «ленинским принципам коллективного руководства». Наряду с Брежневым, важную роль в руководстве играли А. Н. Шелепин, Н. В. Подгорный и А. Н. Косыгин.

Дело в том, что изначально фигура Брежнева как генсека не рассматривалась как постоянная. И он об этом прекрасно знал.— А. П. Бирюкова
22 января 1969 года во время торжественной встречи экипажей космических кораблей «Союз-4» и «Союз-5» на Л. И. Брежнева было совершено неудачное покушение. Младший лейтенант Советской Армии Виктор Ильин, переодетый в чужую милицейскую форму, проник к Боровицким воротам под видом охранника и открыл огонь из двух пистолетов по машине, в которой, как он предполагал, должен был ехать генеральный секретарь. На самом деле, в этой машине находились космонавты Леонов, Николаев, Терешкова и Береговой. Выстрелами был убит водитель Илья Жарков, несколько человек ранены, прежде чем мотоциклист сопровождения сбил стрелявшего с ног. Сам Брежнев ехал в другой машине (а по некоторым данным, даже другим маршрутом) и не пострадал.
В 1967 году Брежнев посетил с официальными визитами Венгрию, в 1971 году — Францию, в 1973 году — ФРГ, в 1974 году — Кубу.
9 апреля 1971 года состоялся Пленум ЦК КПСС. Генеральным секретарём ЦК КПСС вновь единодушно избран Л. И. Брежнев.
22 марта 1974 года Брежневу присвоено воинское звание генерала армии (минуя звание генерал-полковника).

#### Экономическая реформа

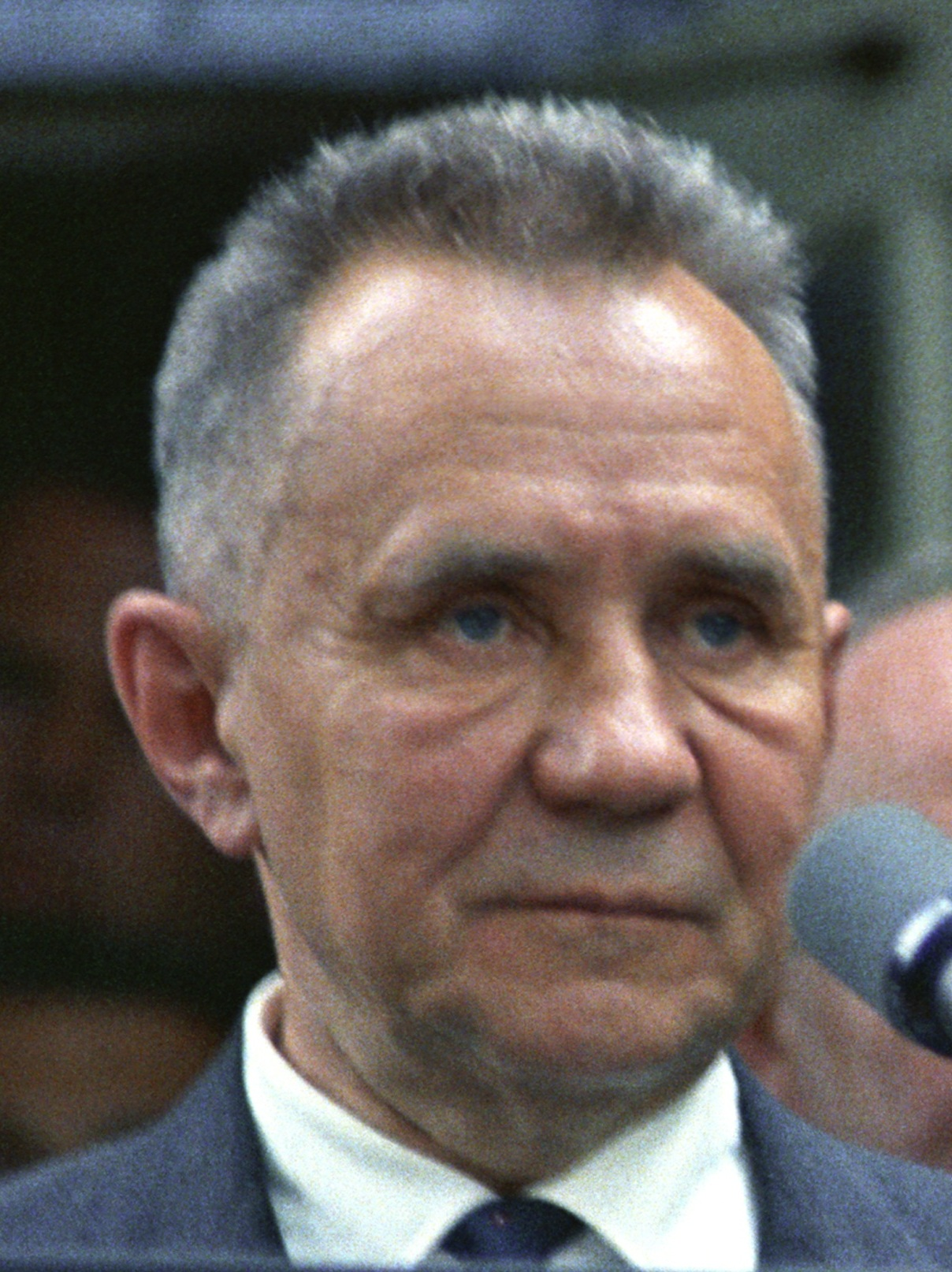
Алексей Косыгин — председатель Совета министров СССР (1964—1980), руководитель экономической реформы

Начало брежневского руководства выпало на восьмую пятилетку (1966—1970 годы), по итогам реализации которой благосостояние советских граждан значительно улучшилось. Большинство семей получило возможность приобрести холодильники, телевизоры, стиральные машины, радиоприёмники. Во многом это связано с реализацией экономической реформы Косыгина. Пятилетка стала самой успешной в советской истории и получила название «золотой». В 1967 году страна перешла на пятидневную рабочую неделю.
С начала проведения в 1965 году косыгинской реформы, предложенной в качестве альтернативы созданию ОГАС, не менее 65 % оставляемой в распоряжении предприятий прибыли использовалось для производственных целей, 35 % направлялось в фонд материального стимулирования, на социальные и культурные нужды.
Оптовые цены на продукцию по-прежнему устанавливались в директивном порядке. Между тем предприятия стали работать от прибыли. Её можно получить как за счёт снижения себестоимости, так и путём завышения цен. Добавочный стимул к такому завышению сработал безотказно: неучтённый, скрытый рост оптовых цен, к примеру, на продукцию машиностроения достиг в пореформенной пятилетке 33 против 18 процентов в предшествующем пятилетии. В итоге реформа скорее разладила старый хозяйственный механизм, чем создала новый.

#### Ввод войск в Чехословакию (1968)

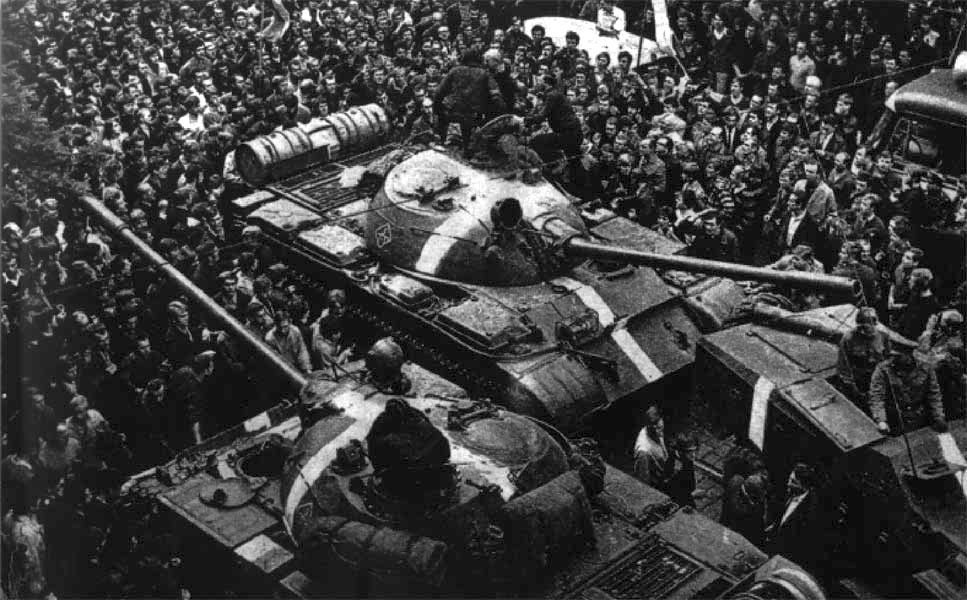
Советские танки в Праге. 1968

В 1968 году руководство Чехословакии начало ряд либеральных реформ и провозгласило построение «социализма с человеческим лицом» (Пражская весна). Были предоставлены дополнительные демократические права гражданам: свободы слова, свободы передвижения, ослаблялся государственный контроль над СМИ. В ответ Брежнев и его соратники по Политбюро ЦК КПСС после серии межгосударственных переговоров с участием глав соцстран (кроме Румынии) приняли решение о вводе войск в Чехословакию для подавления Пражской весны, смены политического руководства страны и установления в Чехословакии лояльного СССР режима. 18 августа в Москве состоялась встреча лидеров СССР, ГДР, Польши, Болгарии и Венгрии, где были согласованы военно-политические меры, реализация которых началась через 2 дня. 20 августа 1968 года около 250 000 военнослужащих Варшавского договора (впоследствии их число увеличилось примерно до 500 000) при поддержке тысяч танков и сотен самолётов были введены на территорию Чехословакии. В ходе вторжения было убито 108 и ранено более 500 граждан Чехословакии, в подавляющем большинстве мирных жителей.
25 августа 1968 года в Москве на Красной площади 8 человек вышли на протест против советского вторжения в Чехословакию. Все участники данной акции были арестованы и осуждены. Часть из них были подвергнуты карательной психиатрии и принудительно отправлены в спецпсихбольницы.

#### Внутрипартийная борьба
Брежнев в ходе партийной борьбы сумел устранить А. Шелепина и Н. Подгорного и расставить на ключевые посты лично преданных ему людей (Н. А. Тихонова, Н. А. Щёлокова, К. У. Черненко, С. К. Цвигуна). Косыгин не был устранён, но проводимая им экономическая политика систематически саботировалась Брежневым.

Нам, людям близким в то время к высшему руководству страны, было известно, что между ними существуют определённые трения. И Брежнев не раз в разговорах с нами, секретарями обкомов, неодобрительно высказывался о деятельности правительства. Что, мол, оно недостаточно хорошо работает и многие вопросы приходится решать в ЦК, то есть подчёркивал недостатки в работе Совмина. И всем было совершенно ясно, что эти стрелы направлены в Косыгина.— В. И. Воротников
Постепенно вокруг Брежнева сформировалось «малое» Политбюро (в составе Ю. В. Андропова, К. У. Черненко, М. А. Суслова, А. А. Громыко и Д. Ф. Устинова), которое принимало все важнейшие решения в государстве.
Партийный аппарат верил в Брежнева, рассматривая его как своего ставленника и защитника системы. По мнению Роя Медведева и Л. А. Молчанова, партийная номенклатура отвергала любые реформы, стремилась сохранить режим, обеспечивающий ей власть, стабильность и широкие привилегии, и именно в брежневский период партийный аппарат полностью подчинил себе государственный, министерства и исполкомы стали простыми исполнителями решений партийных органов, а беспартийные руководители практически исчезли.

#### Политическая реформа

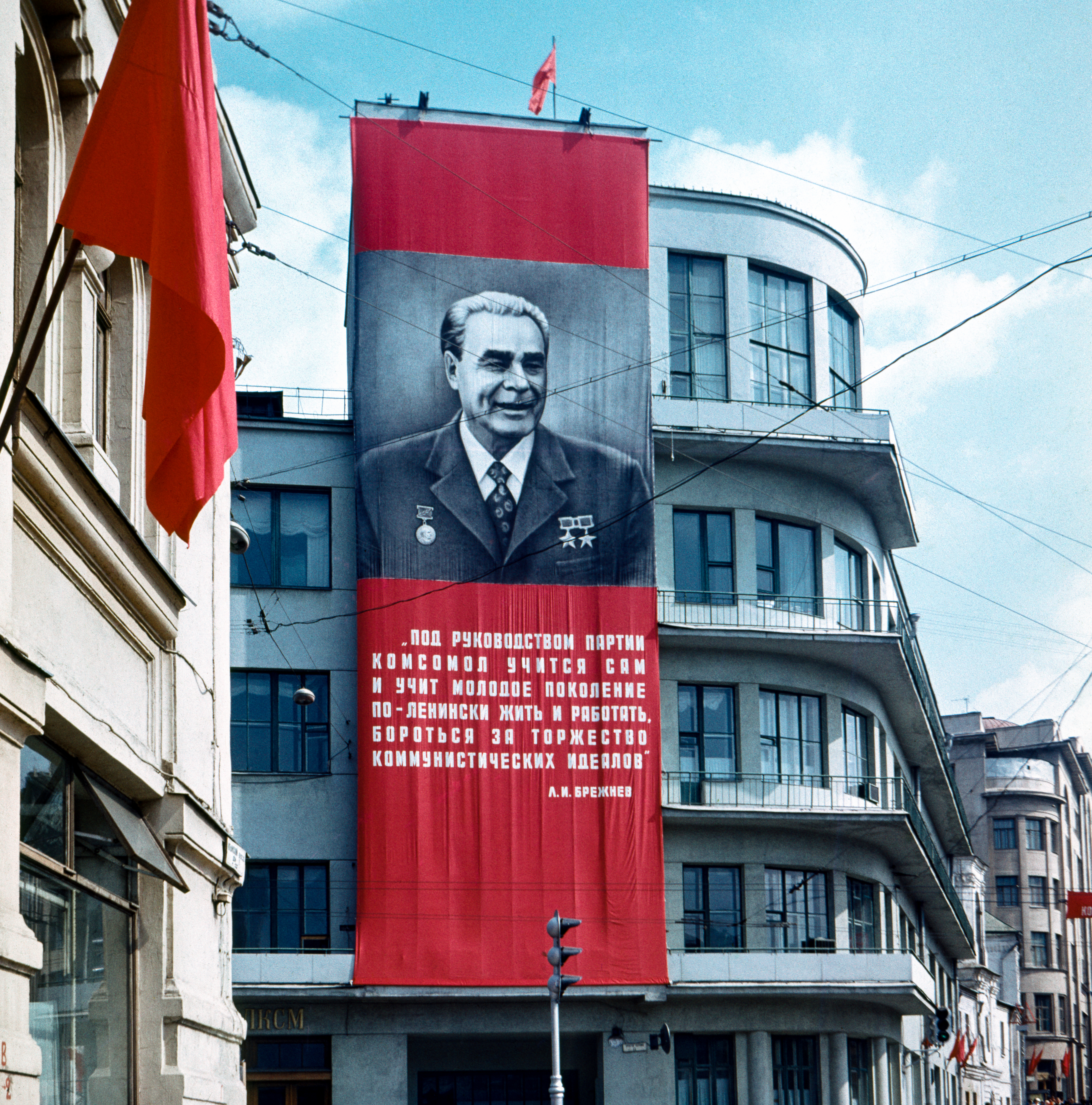
Плакат с цитатой Л. И. Брежнева, размещённый на здании ЦК ВЛКСМ. Москва, 1975

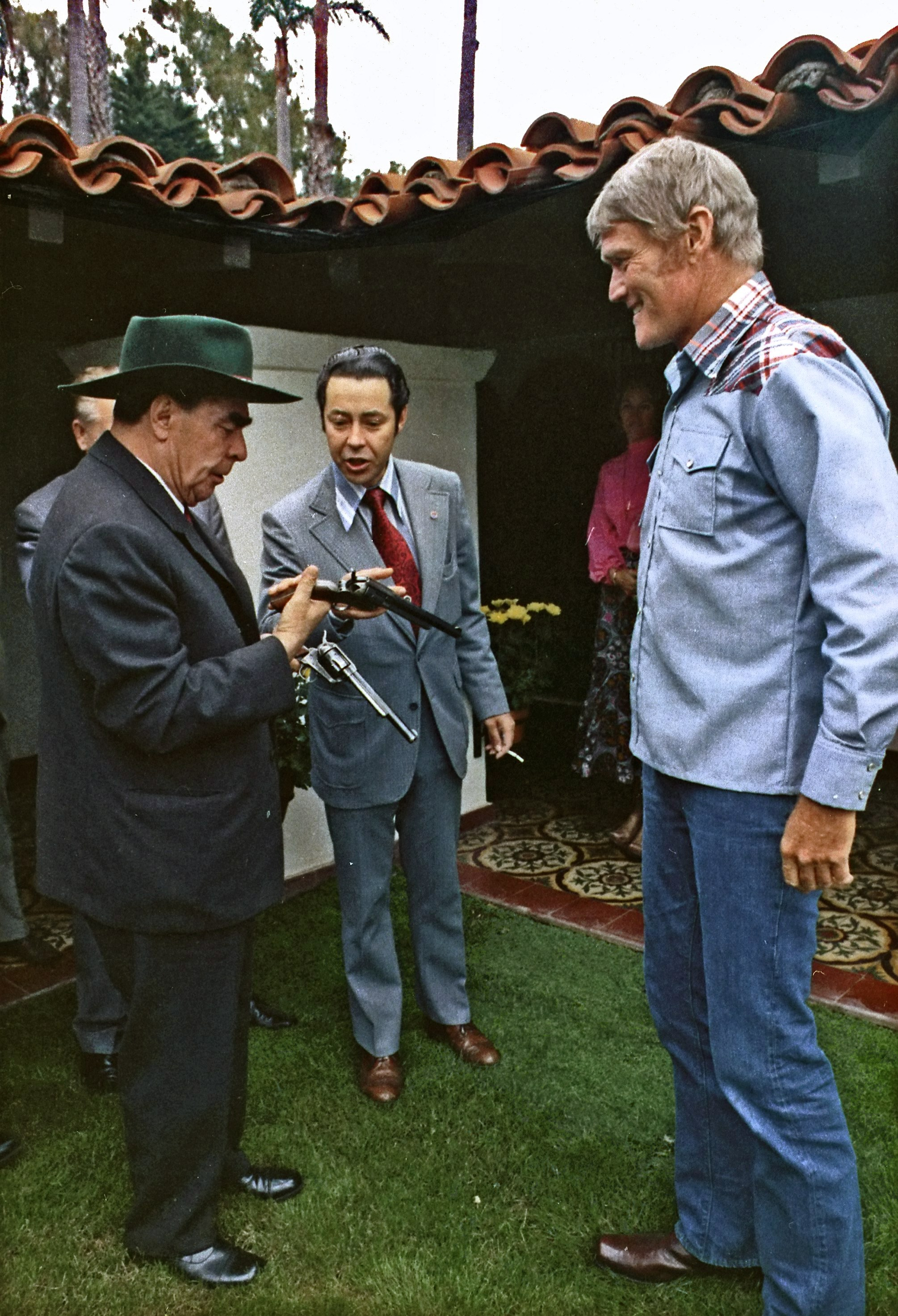
Леонид Брежнев (слева) и переводчик Виктор Суходрев принимают в подарок два револьвера Кольт от Чака Коннорса в Калифорнии, во время визита Л. И. Брежнева в США, 1973 год

В 1966 году взамен должности Первого секретаря ЦК КПСС была введена должность Генерального секретаря ЦК КПСС, которую занял Брежнев, кроме того, Президиум ЦК КПСС был переименован в Политбюро ЦК КПСС.
В 1967 году Брежнев сформулировал концепцию «развитого социализма», который в официальных документах трактовался как обязательный этап на пути к коммунизму.
В 1977 году была принята новая Конституция СССР, которая закрепляла идею «развитого социализма» и узаконила роль КПСС как ядра политической системы.
16 июня 1977 года Брежнев занял должность Председателя Президиума Верховного Совета СССР.

#### Проблемы со здоровьем
В 1952 году в Молдавии у него случился инфаркт миокарда. Он проснулся утром с сильной болью в груди. Его срочно госпитализировали. С месяц он лежал в больнице. По воспоминаниям современников, в 1968 году во время совещания с лидерами стран Организации Варшавского договора по теме ввода войск в Чехословакию Брежнев был заторможен, его реакции были неадекватными, во время переговоров у генсека нарушилась дикция. Помощники требовали ответа, сможет ли Брежнев продолжить переговоры. Сам Брежнев что-то бормотал, пытался встать, и возникла реакция, которая перепугала всё Политбюро. Косыгин сидел рядом с Брежневым и видел, как тот постепенно начал утрачивать нить разговора.

«Язык у него начал заплетаться, — говорил Косыгин, — и вдруг рука, которой он подпирал голову, стала падать. Надо бы его в больницу. Не случилось бы чего-нибудь страшного». Это был для нас первый сигнал слабости нервной системы Брежнева и извращённой в связи с этим реакции на снотворное.— Е. И. Чазов.
Встречается утверждение, что в ноябре 1972 года Брежнев перенёс инсульт с тяжёлыми последствиями. В частности, влиятельный британский еженедельник The Economist пишет:

После инсультов, перенесённых в середине 1970-х, Леонид Брежнев утратил ясность восприятия реальности. Однако, его коллеги удерживали его у власти до самой смерти.
Оригинальный текст (англ.)
Leonid Brezhnev, [...] was rendered barely coherent by strokes in the mid-1970s. Yet his colleagues kept him in place until he died.

Известный историк-русист Стивен Коткин отмечал

Даже после того, как [Брежнев] начал заговариваться во время выступлений по телевидению, его окружение ничего не предпринимало, кроме награждения его новыми орденами. Их мотивы были эгоистичными: в отсутствие контроля они могли делать что захотят. Стратегическое мышление исчезло; советская армия вторглась в Афганистан и СССР вскоре распался.
Оригинальный текст (англ.)Even after [he] began drooling on himself in appearances on Soviet television, the clique around him took no action, other than to nominate him for still more medals. Their motives were selfish: with no one supervising them, each minister could do what he liked in his personal fief. Strategic thinking evaporated; the army blundered into Afghanistan; the Soviet Union eventually fell apart.

По мнению лечившего Брежнева академика Е. И. Чазова

В жизни он [Брежнев] лишь один раз, будучи первым секретарём ЦК Компартии Молдавии, перенёс инфаркт миокарда. В 1957 году были небольшие изменения в сердце, но они носили лишь очаговый характер. С тех пор у него не было ни инфаркта, ни инсультов.

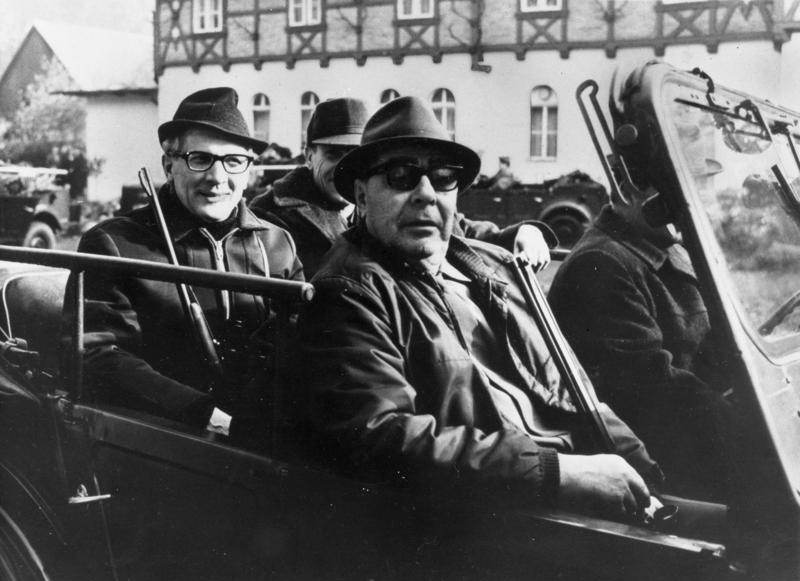
Брежнев и Эрих Хонеккер отправляются на охоту. 1971

Перед посещением СССР в 1973 году принцем Филиппом, Форин-офис предоставило ему краткие характеристики лиц, с которыми ему предстояло встретиться. Леонид Брежнев там был описан как «волевой человек, излучающий уверенность и компетентность, не обладающий при этом блестящим интеллектом. Несмотря на цветущий вид, перенёс несколько сердечных приступов. Любит охоту, футбол и вождение автомобиля; по-английски не говорит».
По воспоминаниям Нурсултана Назарбаева в книге «Моя жизнь», один из случаев произошёл в Алма-Ате во время приёма, устроенного Брежневу в фойе театра имени Ауэзова, на котором присутствовало около тысячи человек. Когда гости расселись, Динмухамед Кунаев предложил тост за Брежнева. Но как только гости пригубили и поставили бокалы, Брежнев неожиданно поднялся и направился к выходу. И всё руководство республики направилось вслед за ним. Брежнев вышел на улицу, подошёл к своей машине, и через минуту весь кортеж тронулся. По словам Назарбаева, было ясно, что Брежнев забыл цель своего приезда в театр, а его окружение делало вид, что не замечает его тяжёлого состояния.
В начале 1976 года перенёс клиническую смерть. После этого он так и не смог физически восстановиться, и его тяжёлое состояние и неспособность стратегически управлять страной с каждым годом становились всё очевиднее. Брежнев страдал астенией (нервно-психической слабостью) как последствием контузии во время Великой Отечественной войны, и атеросклерозом мозговых сосудов, его лихаческое вождение автомобиля во время отдыха в Крыму в последние годы жизни только чудом не заканчивалось его смертью. Часто работать он мог лишь час-два в сутки, после чего спал, смотрел телевизор и т. д. У него появилась наркотическая зависимость от снотворного — нембутала, которое ему назначила медсестра вместо врачей и вопреки их указаниям.

Достаточно шприца — и генсек становится марионеткой в чьих-то руках. Подозреваю, что именно медицинское вмешательство сделало Брежнева пародией на Брежнева…
— Ф. Т. Моргун
В последние годы жизни Брежнев регулярно выезжал для отдыха и поправки здоровья на госдачу в Крым, при этом предпочитал пользоваться литерным поездом, а не самолётом. Перемещаться по стране поездом генсеку нравилось и в более молодом возрасте, о чём он сам рассказывал собеседникам. В частности, Брежнев совершал поездки на литерном поезде через всю страну от Москвы до Владивостока.

#### Встречи с президентами США

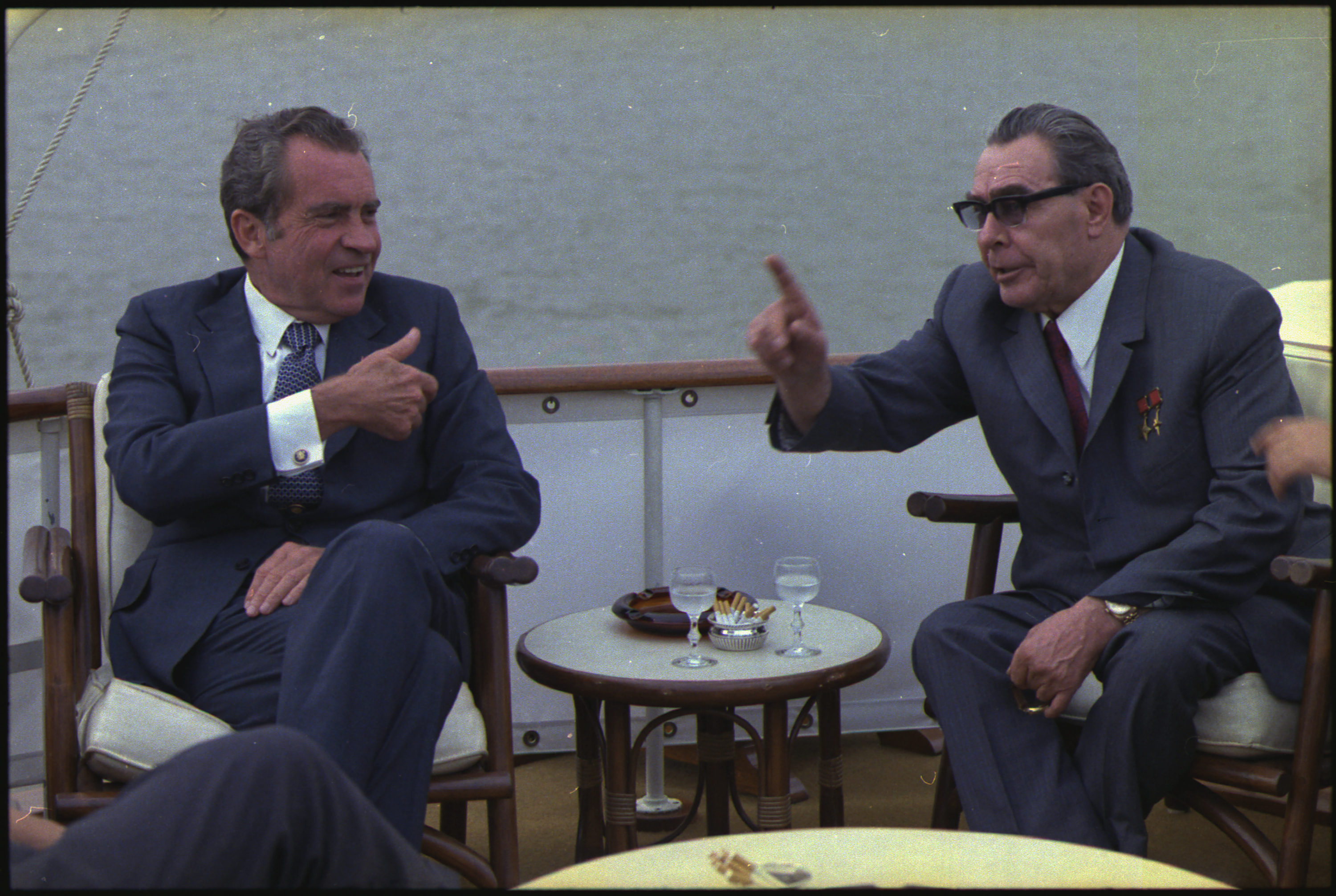
Ричард Никсон и Леонид Брежнев на борту яхты «Секвойя». 1973

22—30 мая 1972 года состоялся первый за всю историю советско-американских отношений официальный визит президента США в Москву. В ходе встречи Брежнева и Ричарда Никсона были подписаны Договор между СССР и США об ограничении систем противоракетной обороны (Договор по ПРО), Временное соглашение между СССР и США о некоторых мерах в области ограничения стратегических наступательных вооружений (ОСВ-1), Основы взаимоотношений между СССР и США.
18—26 июня 1973 года Брежнев совершил ответный визит в США, провёл в Вашингтоне переговоры с Р. Никсоном, по итогам которых было подписано соглашение о предотвращении ядерной войны, неприменении ядерного оружия, договор о сокращении стратегических вооружений. От имени американских бизнесменов Никсон подарил Брежневу автомобиль стоимостью 10 тыс. долларов. Несколько дней Брежнев гостил на вилле Никсона в Сан-Клементо (Калифорния). Визит Брежнева состоялся в тяжёлый для Никсона момент, вспоминал посол СССР в США Анатолий Добрынин, его влияние и авторитет в США переживали кризис, завершившийся 9 августа 1974 года отставкой. На время визита Брежнева были прерваны на неделю слушания по «Уотергейту», которые транслировались по телевидению на все Штаты. О визите Брежнева в США снят фильм «Во имя мира на земле».
27 июня 1974 года в Москву с официальным визитом прибыл Президент США Ричард Никсон с супругой. Вместе с Никсоном прибыли Госсекретарь Г. Киссинджер, помощники президента А. Хейг и Р. Зиглер.
23—24 ноября 1974 года в районе Владивостока состоялась рабочая встреча Брежнева и президента США Джеральда Форда. В ходе встречи подписано Совместное советско-американское заявление, в котором стороны подтвердили намерение заключить новое соглашение по ОСВ на срок до конца 1985 года.
18 июня 1979 года в Вене Брежнев и президент США Джимми Картер подписали Договор между СССР и США об ограничении стратегических наступательных вооружений (договор ОСВ-2).
После ввода советских войск в Афганистан в декабре 1979 года контакты на высшем уровне между СССР и США были свёрнуты. Следующая встреча состоялась только в ноябре 1985 года, когда генсеком ЦК КПСС стал Михаил Горбачёв.
Тем не менее на похороны Брежнева в ноябре 1982 года в Москву прибыла государственная делегация США во главе с вице-президентом Джорджем Бушем-старшим и госсекретарём Джорджем Шульцем.

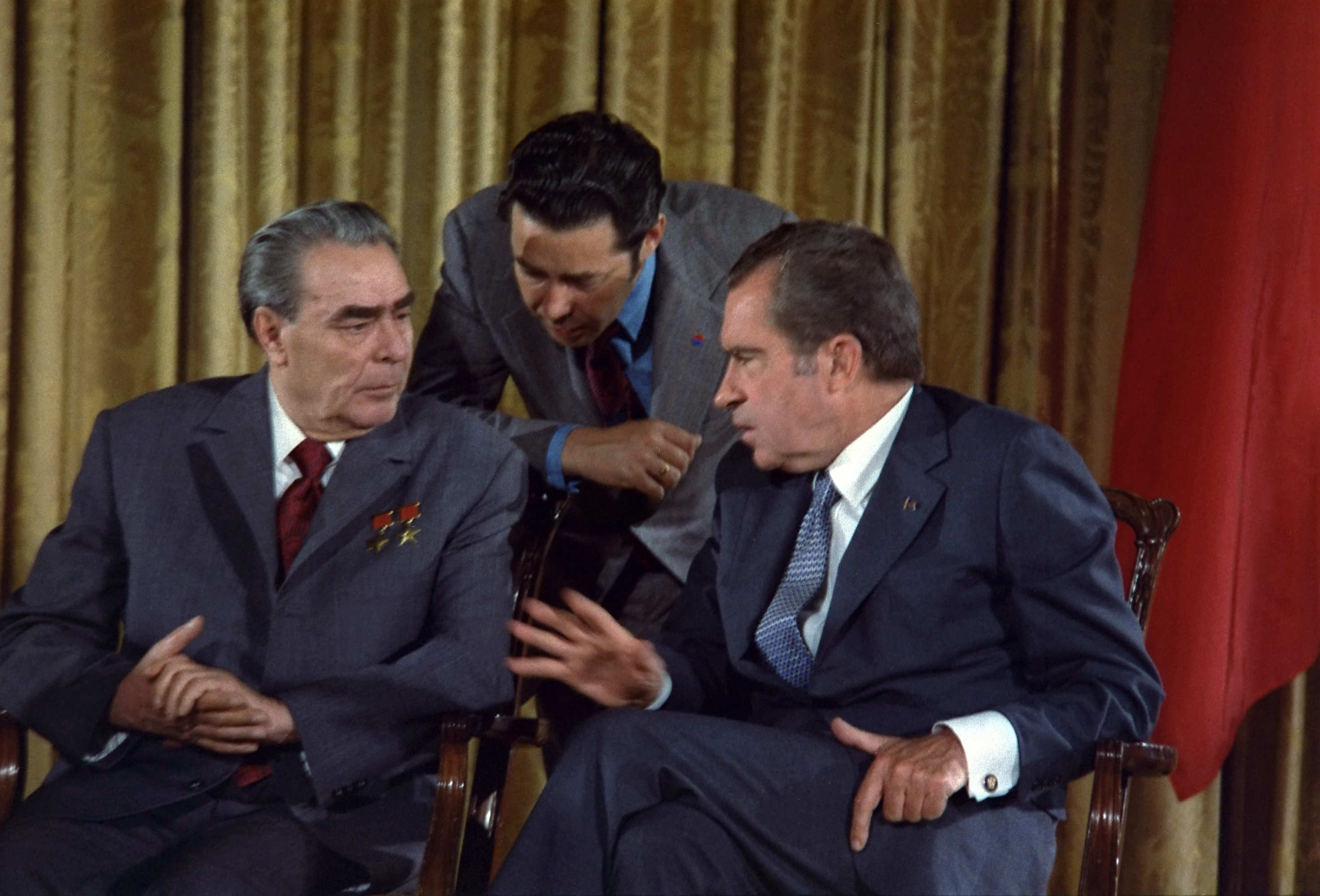
С Ричардом Никсоном во время визита в США. 1973
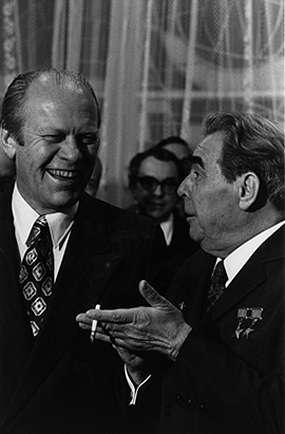
С Джеральдом Фордом во Владивостоке. 1974
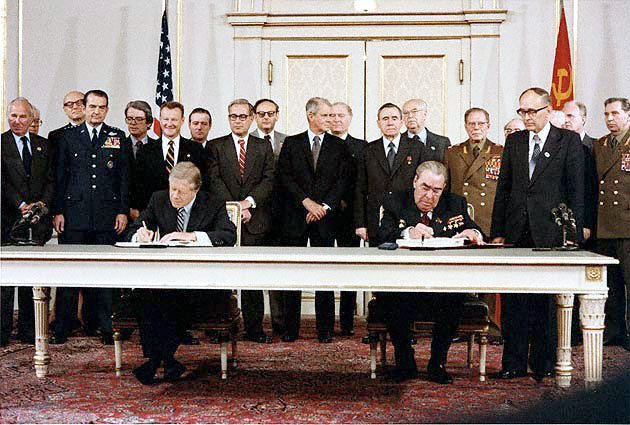
С Джимми Картером во время подписания соглашения ОСВ-2. Вена, 1979

#### Разрядка международной напряжённости в 1970-е годы

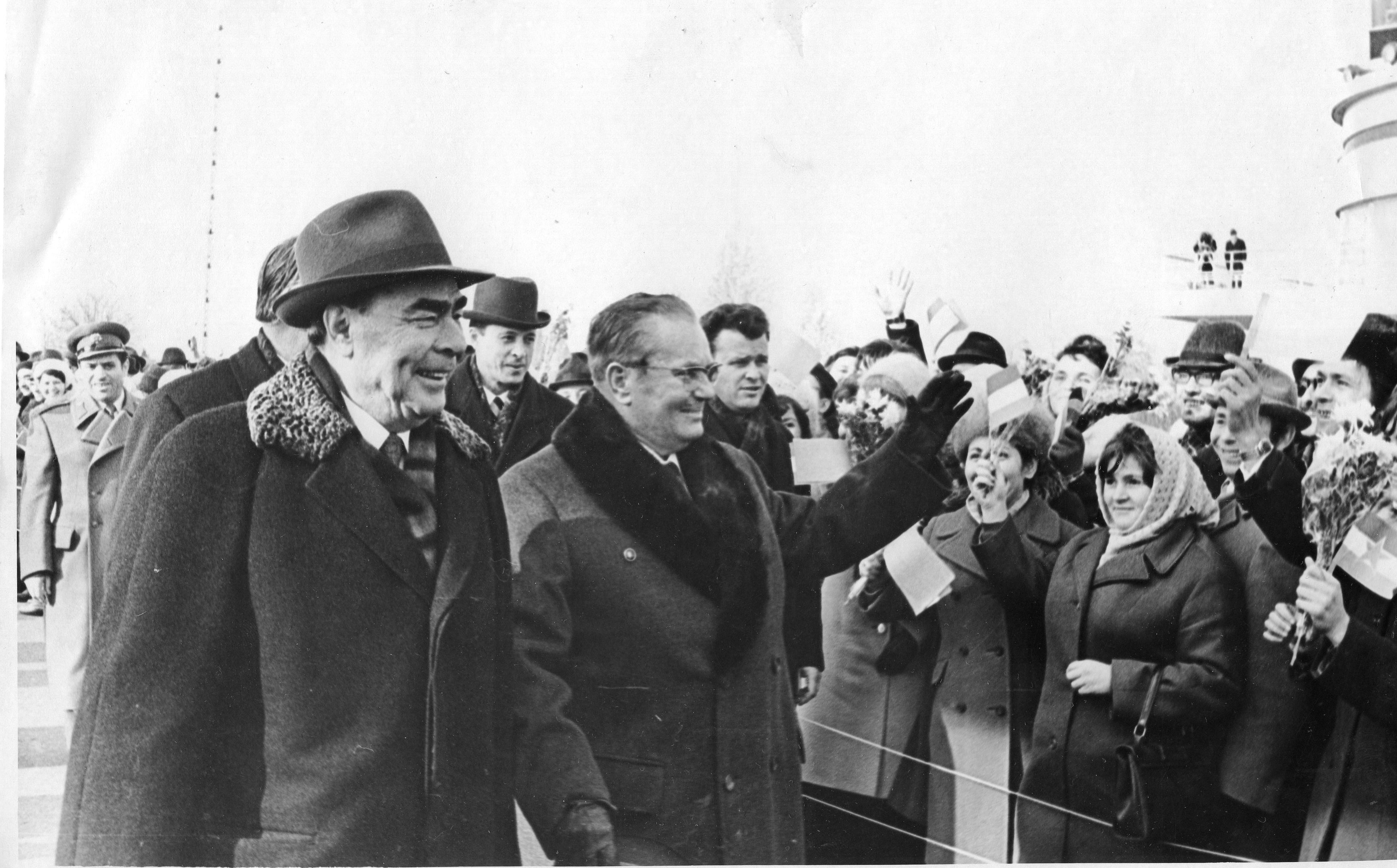
Л. И. Брежнев и Иосип Броз Тито в Киеве. 19 ноября 1973

В семидесятые годы на международной арене произошло частичное примирение двух систем («разрядка»). Именно в это время (1973) Брежнев получил Ленинскую премию за укрепление мира между народами.
В мае 1973 года Брежнев совершил официальный визит в ФРГ, где впервые после подписания Московского договора на высшем уровне затрагивалась тема о нерушимости границ в Европе. Федеральный канцлер Вилли Брандт ответил Брежневу уклончиво и, как потом оказалось, проницательно: «Вечных границ не бывает, но никто не должен стремиться изменить их насильственным путём». Был подписан договор между СССР и ФРГ. Успеху визита Брежнева в ФРГ способствовала проведённая спецслужбой ГДР Штази совместно с советской внешней разведкой операция по подкупу нескольких депутатов Бундестага, позволившая предотвратить поражение канцлера Брандта в парламенте при голосовании вотума доверия ему 27 апреля 1972 года. Тем самым была обеспечена последующая ратификация договоров ФРГ с Советским Союзом, Польшей и ГДР, закрепивших восточные границы ФРГ, сложившиеся после Второй мировой войны.
1 августа 1975 года Брежнев в Хельсинки подписал Хельсинкские соглашения, подтвердившие нерушимость границ в Европе. ФРГ до этого не признавала Потсдамские соглашения, изменившие границы Польши и Германии, и не признавала наличие ГДР. ФРГ фактически даже не признавала присоединение Калининграда и Клайпеды к СССР.
В столице Финляндии Брежнев провёл также ряд двусторонних встреч. Во время беседы с британским премьером Гарольдом Вильсоном, по свидетельству сопровождавшего генсека личного фотографа Владимира Мусаэльяна, произошёл забавный эпизод, в котором Леонид Ильич проявил своё незаурядное чувство юмора. Закуривая трубку, Вильсон никак не мог сообразить, куда поставить свой кейс. Брежнев тут же ему помог и при этом пошутил: «Все секреты Англии у меня в руках!».

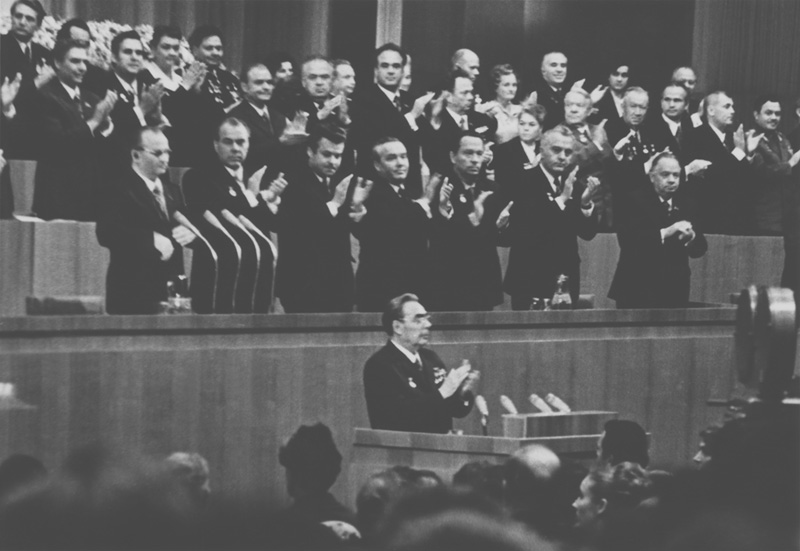
Л. И. Брежнев на праздновании 50-летия Молдавской ССР. Кишинёв, 1974

В начале 1980-х годов Брежнев заявлял, что капиталистические страны перешли от идеологии «сдерживания коммунизма», предложенной Гарри Трумэном, к идее «конвергенции двух систем» и «мирного сосуществования». Рональд Рейган, ставший в 1981 году президентом США, возражал, и вскоре, после проведённых СССР летом 1982 года военных учений Щит-82, Рейган 8 марта 1983 года назвал СССР «империей зла».
О манере поведения Брежнева и его переговорной тактике на встречах «в верхах» весьма похвально отзывался министр иностранных дел СССР Андрей Громыко. По воспоминаниям Громыко, Леонид Ильич вёл себя доброжелательно, но сдержанно, не давил собеседника, но и не поддавался его эйфории и уловкам, говорил немного, но веско, обобщённо, высказывал соображения стратегического характера, серьёзные детализированные обсуждения перекладывал на сидящих рядом профессионалов. Напряжённую ситуацию всегда умел разрядить остроумной шуткой. В ряде случаев, особенно если гость заметно уступал в статусе, Брежнев давал понять собеседнику, что только принимает его, а не ведёт с ним переговоры, охотно переходил от официальной части встречи к неформальной беседе за обедом.

#### Период застоя

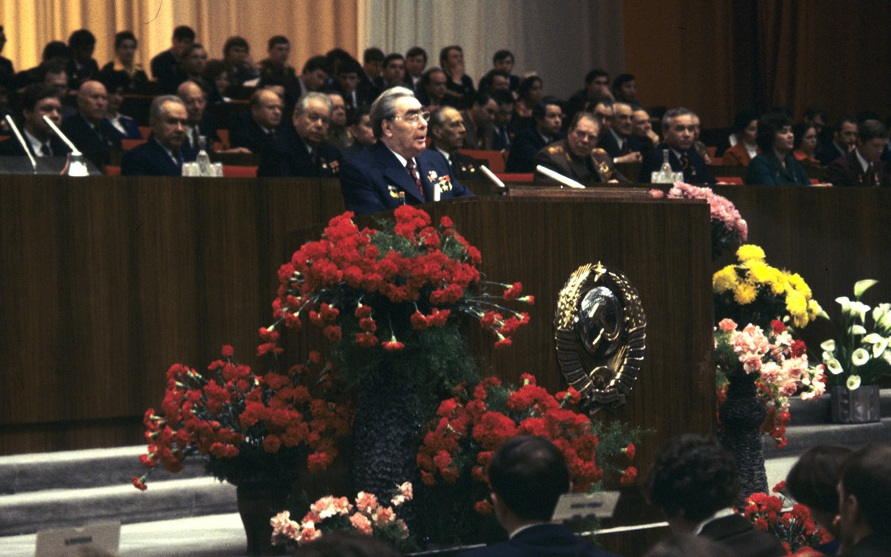
На открытии 18-го съезда комсомола.
Кремлёвский Дворец съездов, 25 апреля 1978

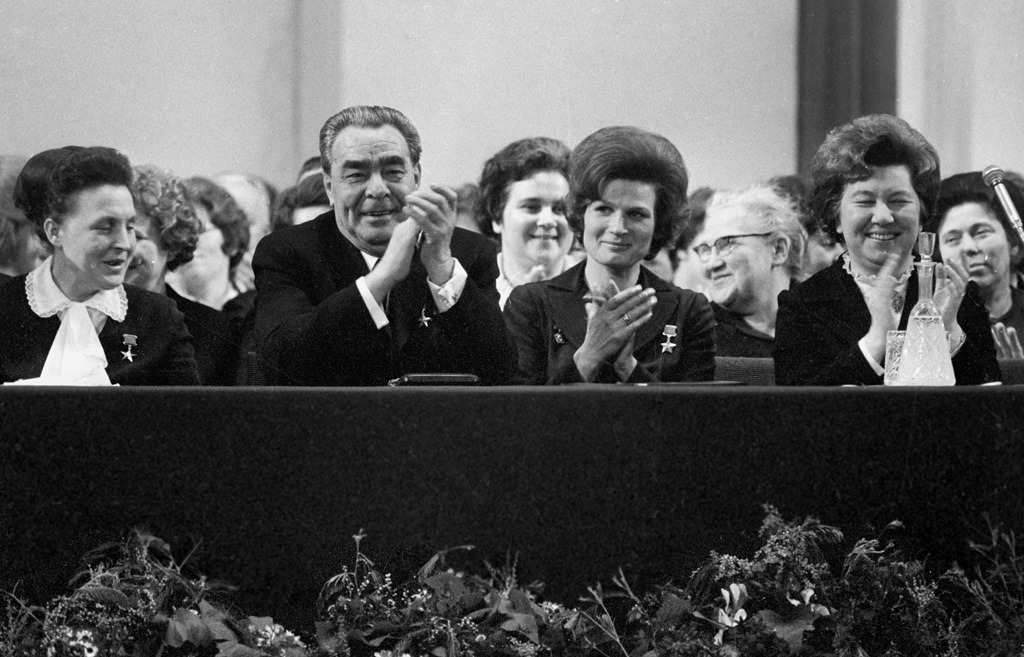
Брежнев на торжественном собрании, посвящённом Международному женскому дню. Рядом сидят В. В. Николаева-Терешкова и Р. Ф. Дементьева

С 20 по 22 июня 1977 года Брежнев посетил с официальным визитом Францию и провёл переговоры с президентом Валери Жискар д’Эстеном, в результате которых подписал совместное заявление о разрядке международной напряжённости, советско-французскую декларацию о нераспространении ядерного оружия и другие документы.
Всего за 18-летний период правления Брежнев один раз побывал в США, четырежды — во Франции, трижды — в ФРГ. По словам его родственников, в последние годы жизни Брежнев уже мало участвовал в управлении страной. По словам внука Леонида Ильича, Андрея Брежнева:

У меня отложился в памяти разговор Леонида Ильича с супругой где-то в 1977—1978 году. И бабушка говорила, и позже в прессе появилось, что он хотел в отставку, на пенсию… не отпустили. Сказали: Леонид Ильич, ну как страна без вас. Уговорили остаться. — РИА Новости//Интервью с Андреем Брежневым

##### Орден «Победа»
20 февраля 1978 года награждён орденом «Победа», за, как сказано в указе, «… большой вклад в победу советского народа и его Вооружённых Сил в Великой Отечественной войне, выдающиеся заслуги в укреплении обороноспособности страны, за разработку и последовательное осуществление внешней политики мира Советского государства, надёжно обеспечивающей развитие страны в мирных условиях», который вручался только в военное время за выдающиеся заслуги в командовании фронтом при победах, обеспечивших коренной перелом в стратегической обстановке. Награждение было отменено Председателем Верховного Совета СССР М. С. Горбачёвым 21 сентября 1989 года как не соответствующее статуту ордена.

##### Книги воспоминаний
В 1978 году были опубликованы три книги мемуаров Брежнева: «Малая земля», «Возрождение» и «Целина». В художественном переложении мемуаров принимали участие советские профессиональные журналисты. За эту трилогию в апреле 1980 года Брежневу была присуждена Ленинская премия по литературе.
Изучение книг было внесено в школьную программу по литературе.

##### Афганская война

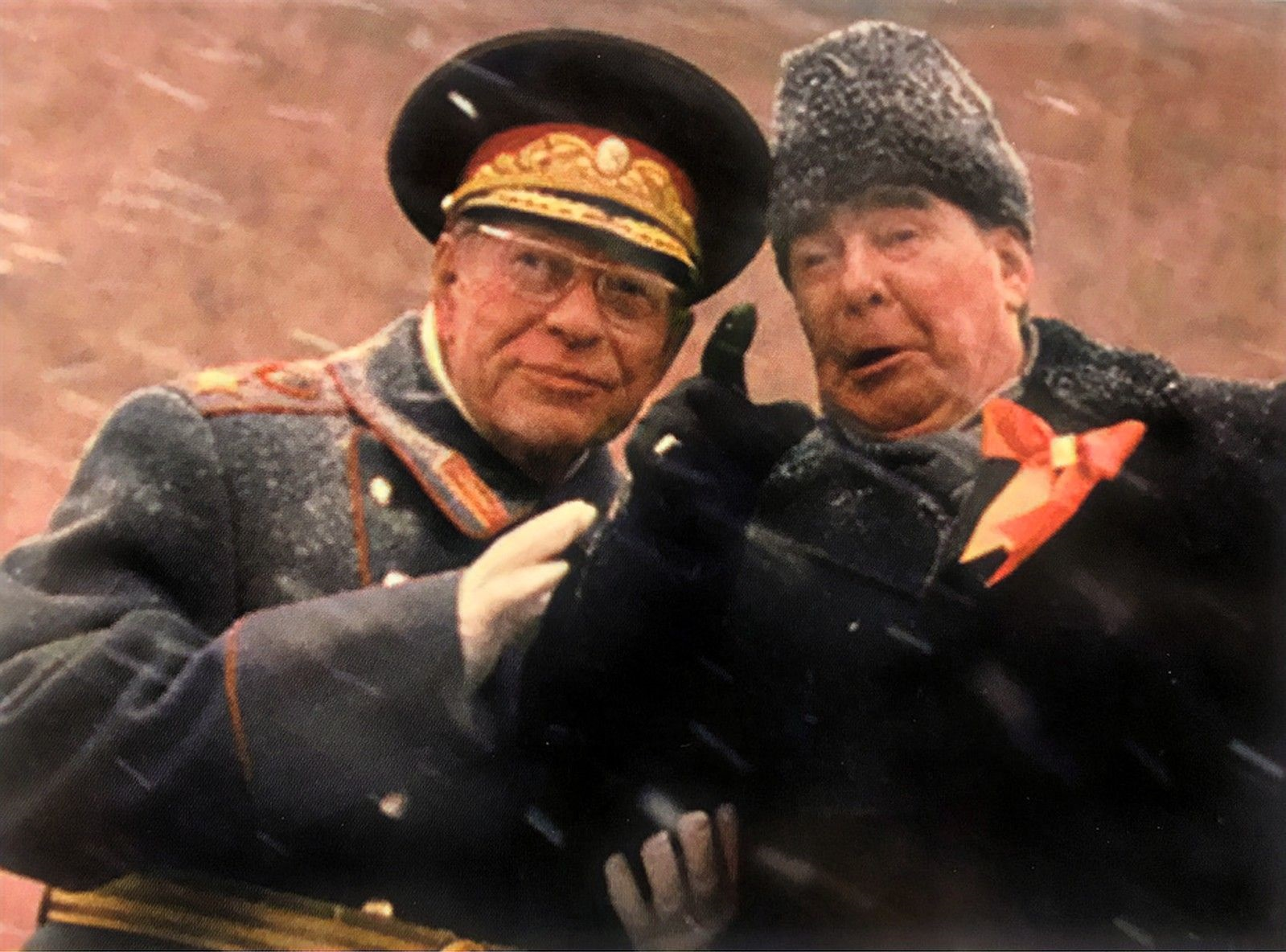
Л. И. Брежнев и министр обороны СССР Д. Ф. Устинов. 1979

10 декабря 1979 года Брежнев и его ближайшие соратники приняли решение о спецоперации по смене власти в Афганистане и о вводе советских войск в эту страну, что стало началом многолетнего участия СССР во внутриафганском конфликте. Существуют мнения, что Брежнев не ожидал развития столь широкомасштабного конфликта:

… дядя мой звонил ежедневно Дмитрию Устинову и, употребляя общепринятый фольклорный диалект, спрашивал: «Когда эта … война кончится?». Злясь и краснея, генеральный секретарь кричал в трубку: «Дима, ты же мне обещал, что это ненадолго. Там же наши дети погибают!»
— Любовь Брежнева, племянница Л. И. Брежнева

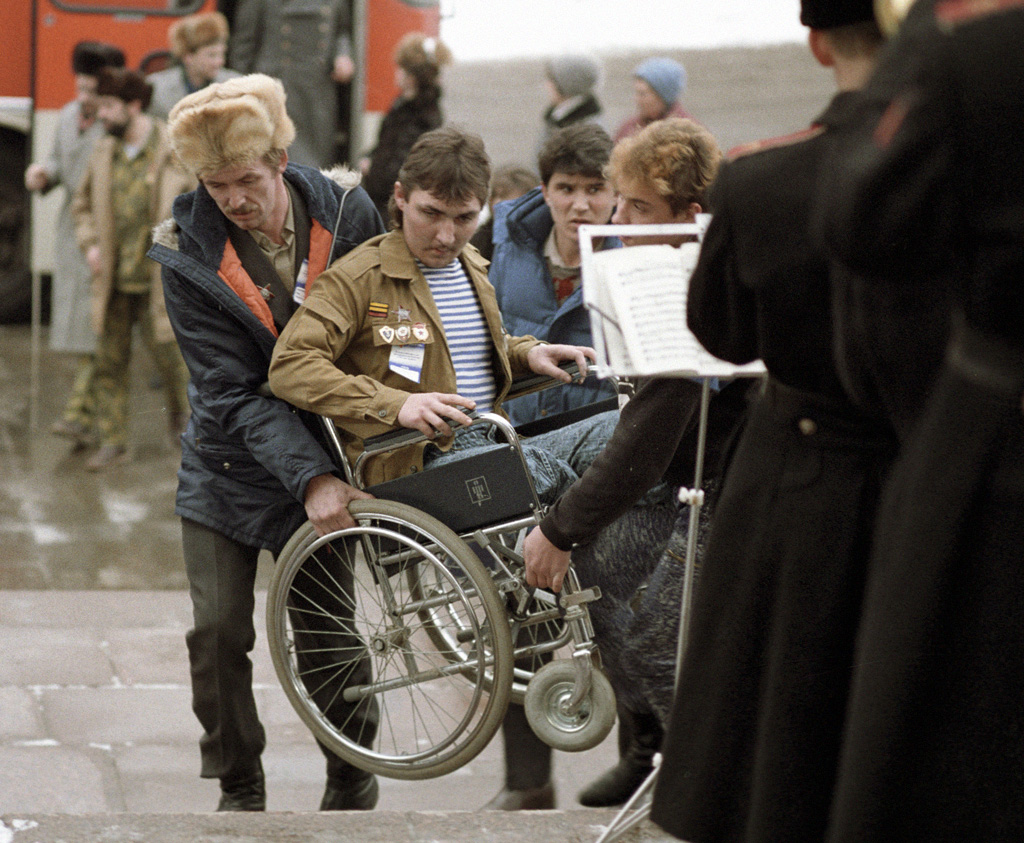
На встрече ветеранов войны в Афганистане. Москва, 1990

После советского вторжения в Афганистан, на которое решился Брежнев, Запад ввёл секторальные санкции в отношении СССР, наиболее чувствительные из которых коснулись газоэкспортной отрасли: Советскому Союзу перестали поставлять трубы большого диаметра и компрессоры для газопроводов, что, по оценке последнего председателя Совета Министров СССР Николая Рыжкова (1985—1991), дало импульс строительству трубопрокатных комбинатов и выпуску импортозамещающей отечественной продукции для газо- и нефтепроводов.
По одной из оценок, во время советского вторжения в Афганистан погибло не менее 800 тысяч афганцев и 15 тысяч советских солдат. По мнению ряда экспертов, война в Афганистане во многом поспособствовала распаду Советского Союза, подорвав имидж Советской армии как непобедимой.

##### Олимпиада-1980

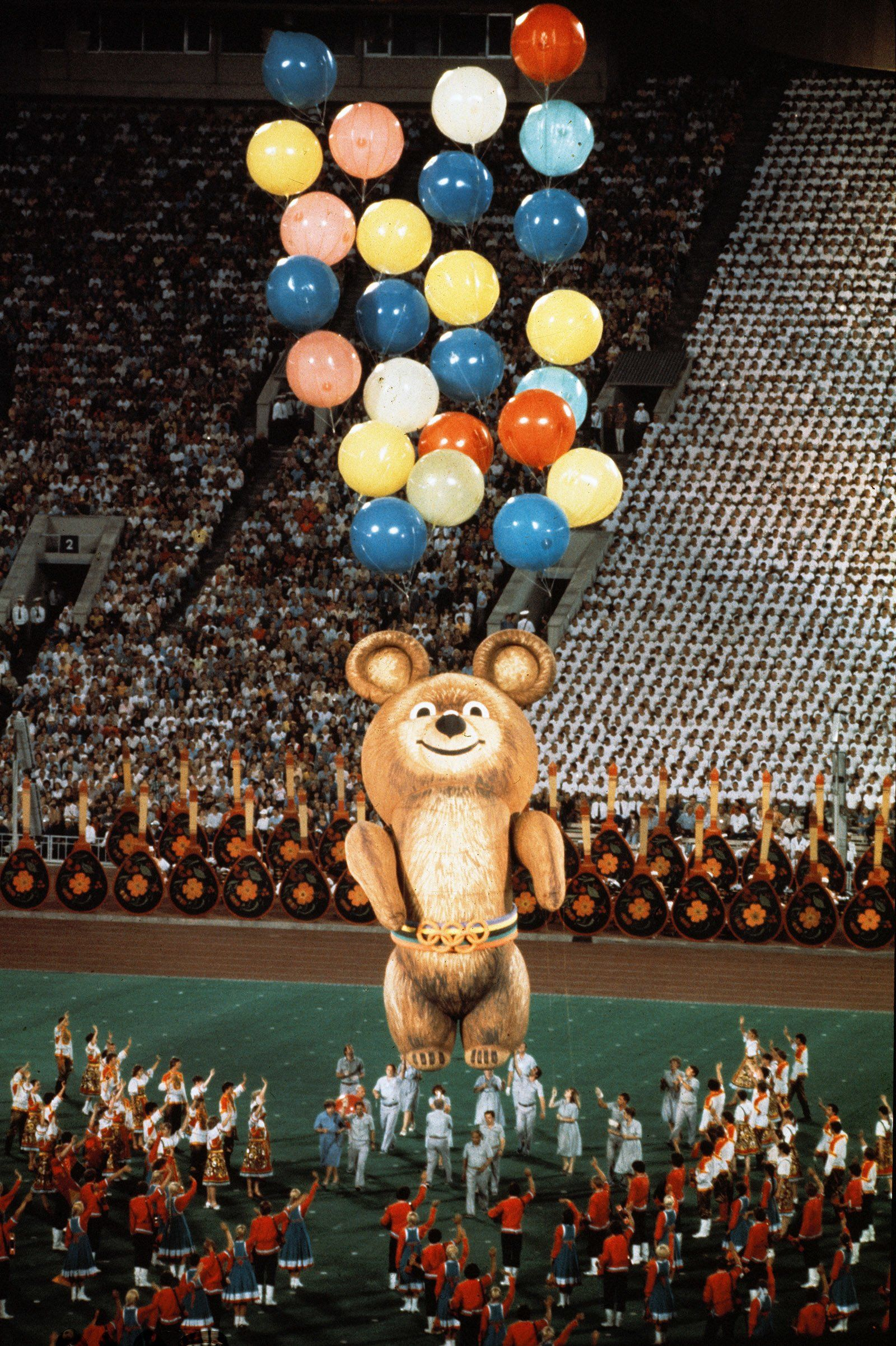
Финал церемонии закрытия XXII Летних Олимпийских игр в Москве. 1980

Осенью 1974 года столицей XXII летних Олимпийских игр была выбрана Москва. Игры прошли с 19 июля по 3 августа 1980 года, открывал их Леонид Ильич Брежнев. Победу в неофициальном медальном зачёте одержала команда СССР, завоевав 195 медалей, 80 из которых были золотыми.
Игры, среди прочего, известны тем, что более 50 стран (включая США) бойкотировали Олимпиаду в связи с вводом в 1979 году советских войск в Афганистан.

##### Награды последних лет
В 1981 году, накануне 50-летия пребывания Л. И. Брежнева в Коммунистической партии, только для него одного был выпущен отлитый из золота значок «50 лет пребывания в КПСС» (для других ветеранов КПСС этот знак изготавливался из серебра с золочением).
Четвёртая Золотая Звезда Героя Советского Союза была вручена Брежневу в декабре 1981 года по случаю его 75-летия.

##### Травма в Ташкенте
23 марта 1982 года в Ташкенте, когда Брежнев осматривал корпуса авиазавода, на него обрушилась балка из-за того, что мостки вокруг самолётов были переполнены людьми и упали на шедшую за ним делегацию. Охрана быстро подняла мостки, не сообщается о серьёзных травмах других членов делегации. А Брежнев получил тяжёлые травмы — перелом ключицы, которая потом так и не срослась, перелом пяти рёбер, кровоизлияние в печень. После этого случая здоровье генсека было окончательно подорвано. На следующий день Брежнев должен был выступить на торжественном заседании в Ташкенте. Его уговаривали немедленно вернуться в Москву для лечения, но Брежнев отказался, остался и начал произносить речь. Присутствовавшим в зале и телезрителям казалось, что Брежнев накануне выпил — он был несколько заторможенным. Только сопровождавшие его люди знали, что даже лёгкое движение правой рукой было для него крайне болезненным, поэтому врачи дали ему болеутоляющее средство. Он после этого поехал награждать республику Узбекистан, и во время награждения потерял сознание, так как действие болеутоляющего кончилось. От травматической пневмонии он сразу не умер, но, по мнению академика А. Г. Чучалина, в том числе из-за травмы в ноябре этого же года Л. И. Брежнев скончался.

### Смерть и похороны

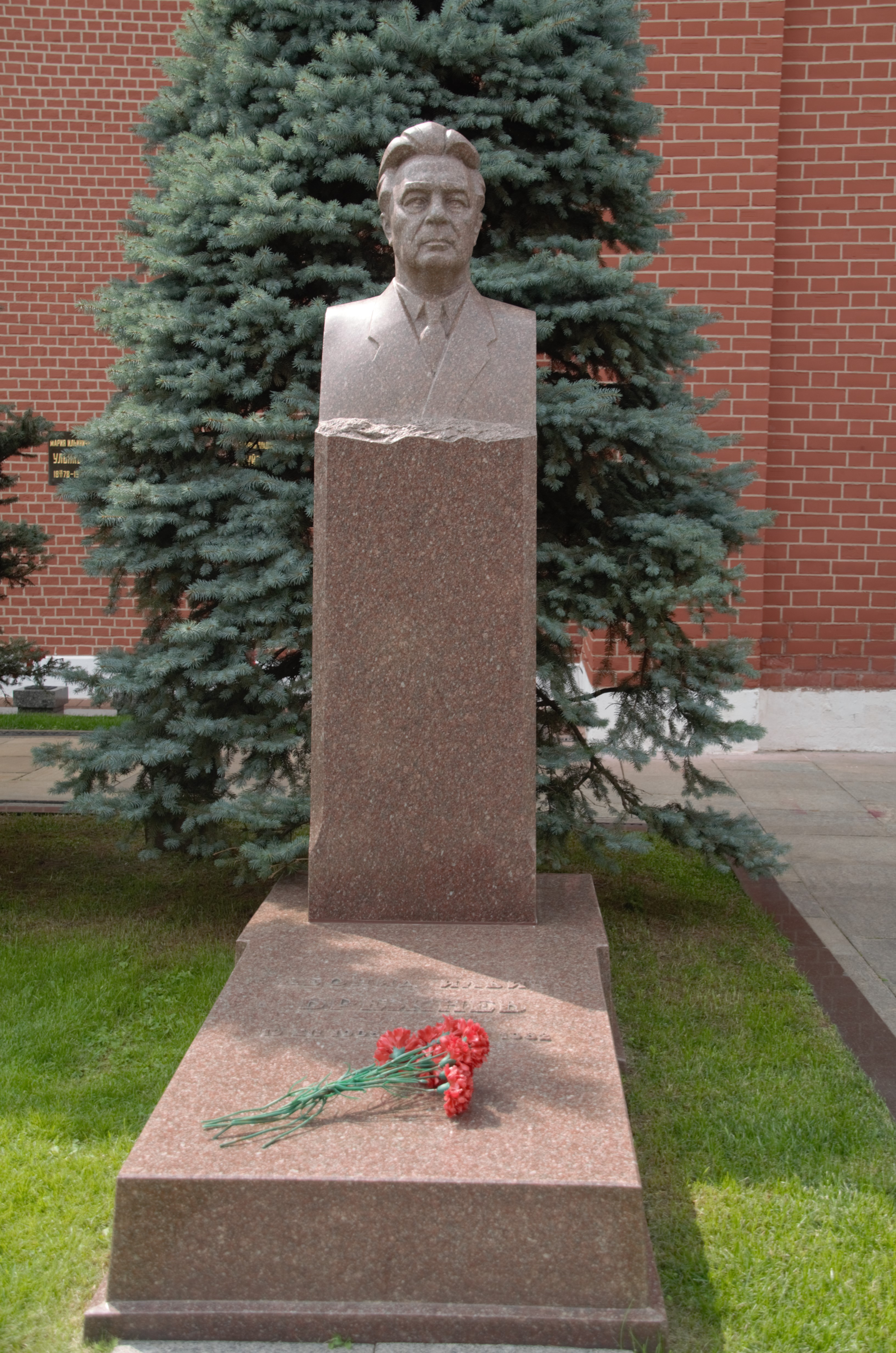
Могила Брежнева в некрополе у Кремлёвской стены. 2016

Леонид Ильич Брежнев скончался во сне в ночь на 10 ноября 1982 года на государственной даче «Заречье-6». Согласно заключению медицинской экспертизы, смерть наступила между 8 и 9 часами утра от внезапной остановки сердца. По данным зятя генсека Юрия Чурбанова, Брежнев мгновенно и тихо умер ещё ночью: у него оторвался тромб, попавший прямо в сердце. Из опубликованных материалов и свидетельств остаётся неясным, почему в эту ночь и к моменту обнаружения тела на даче отсутствовал прикреплённый личный врач Брежнева Михаил Косарев (который обычно даже во время приёма пищи всегда сидел за столом с генсеком), не было медицинского поста, из-за чего проводить реанимационные мероприятия около часа пришлось исключительно охраннику Владимиру Собаченкову. На это странное и необъяснимое даже спустя тридцать с лишним лет обстоятельство указывает, в частности, историк и публицист Леонид Млечин. По вызову начальника охраны, генерал-майора КГБ СССР Владимира Медведева, вскоре прибыл Евгений Чазов, который, согласно своим воспоминаниям, едва глянув на посиневшее лицо генсека, понял, что реанимация уже бесполезна. Чазов, тщательно взвесив все обстоятельства и последствия, решил о кончине Брежнева прежде всех проинформировать Юрия Андропова, второго человека в партии и государстве. Андропов первым из политических деятелей и приехал на место смерти, сразу забрал личный портфель Брежнева с цифровым замком, о котором сам Леонид Ильич со смехом рассказывал близким, будто в нём лежит компромат на всех членов Политбюро. О смерти Брежнева СМИ сообщили лишь через сутки, 11 ноября в 10 часов утра. Однако многие опытные люди и в СССР, и за рубежом ещё в день смерти генсека догадались о том, что в стране произошло нечто из ряда вон выходящее: по всем каналам радио звучала минорная классическая музыка, телевидение отменило трансляцию праздничного концерта, посвящённого Дню милиции (его заменили показом фильма о Ленине «Человек с ружьём»), к вечеру на Красной площади отмечалась необычная концентрация чёрных правительственных лимузинов-«членовозов», что привлекло внимание западных корреспондентов, которые и сделали первые публичные предположения в радиоэфире.
Брежнев был похоронен 15 ноября на Красной площади в Москве у Кремлёвской стены. По опубликованным свидетельствам, это были самые пышные и помпезные похороны после сталинских в марте 1953 года, на них присутствовали главы государств и правительств более 35 стран мира.
Среди прибывших проститься с Брежневым неожиданно оказался и президент Пакистана, генерал Зия-уль-Хак, активно поддерживавший афганских моджахедов в войне против советских войск и поэтому воспринимавшийся в СССР как фигура недружественная. Воспользовавшись непредвиденным случаем, с Зия-уль-Хаком провели встречу в Кремле Андропов и Громыко, и это были первые прямые переговоры советского руководства по урегулированию конфликта в Афганистане.

## Кадровая политика
По мнению исследователя советской номенклатуры М. С. Восленского, после получения поста Генерального секретаря ЦК КПСС Брежнев стал активно продвигать на высшие руководящие посты членов номенклатуры из числа своих земляков по Днепропетровской области и сослуживцев из Молдавии. В их числе:
- член Политбюро ЦК КПСС, Председатель Совета Министров СССР Н. А. Тихонов — выпускник Днепропетровского металлургического института, был главным инженером на заводе в Днепропетровске, председателем Днепропетровского совнархоза;
- член Политбюро ЦК КПСС, секретарь ЦК КПСС А. П. Кириленко — был первым секретарём Днепропетровского обкома партии;
- член Политбюро ЦК КПСС, первый секретарь ЦК КП Украины В. В. Щербицкий — был первым секретарём Днепропетровского обкома партии;
- заместитель Председателя Совета министров СССР И. Т. Новиков — выпускник Днепропетровского металлургического института;
- министр внутренних дел СССР Н. А. Щёлоков — выпускник Днепропетровского металлургического института;
- первый заместитель председателя КГБ СССР Г. К. Цинёв — выпускник Днепропетровского металлургического института;
- помощник Генерального секретаря ЦК КПСС А. И. Блатов — выпускник Днепропетровского металлургического института;
- заведующий секретариатом Генерального секретаря Г. Э. Цуканов — выпускник металлургического института в Днепродзержинске, работал несколько лет инженером в Днепропетровске;
- генеральный секретарь ЦК КПСС К. У. Черненко — был под руководством Брежнева заведующим отделом пропаганды и агитации ЦК КП Молдавии;
- заведующий Отделом науки ЦК КПСС С. П. Трапезников — был директором высшей партийной школы при молдавском ЦК;
- первый заместитель председателя КГБ СССР генерал армии С. К. Цвигун — был зампредом КГБ Молдавской ССР

М. С. Восленский высказывает мнение о том, что подбор руководящих кадров по принципу личного знакомства и землячества был направлен на укрепление личного влияния Брежнева в рядах номенклатуры.
Другой характерной чертой брежневской кадровой политики была несменяемость кадров: случаи, когда руководители занимали свои посты на протяжении нескольких десятилетий, стали обыденными.

## Воинские звания

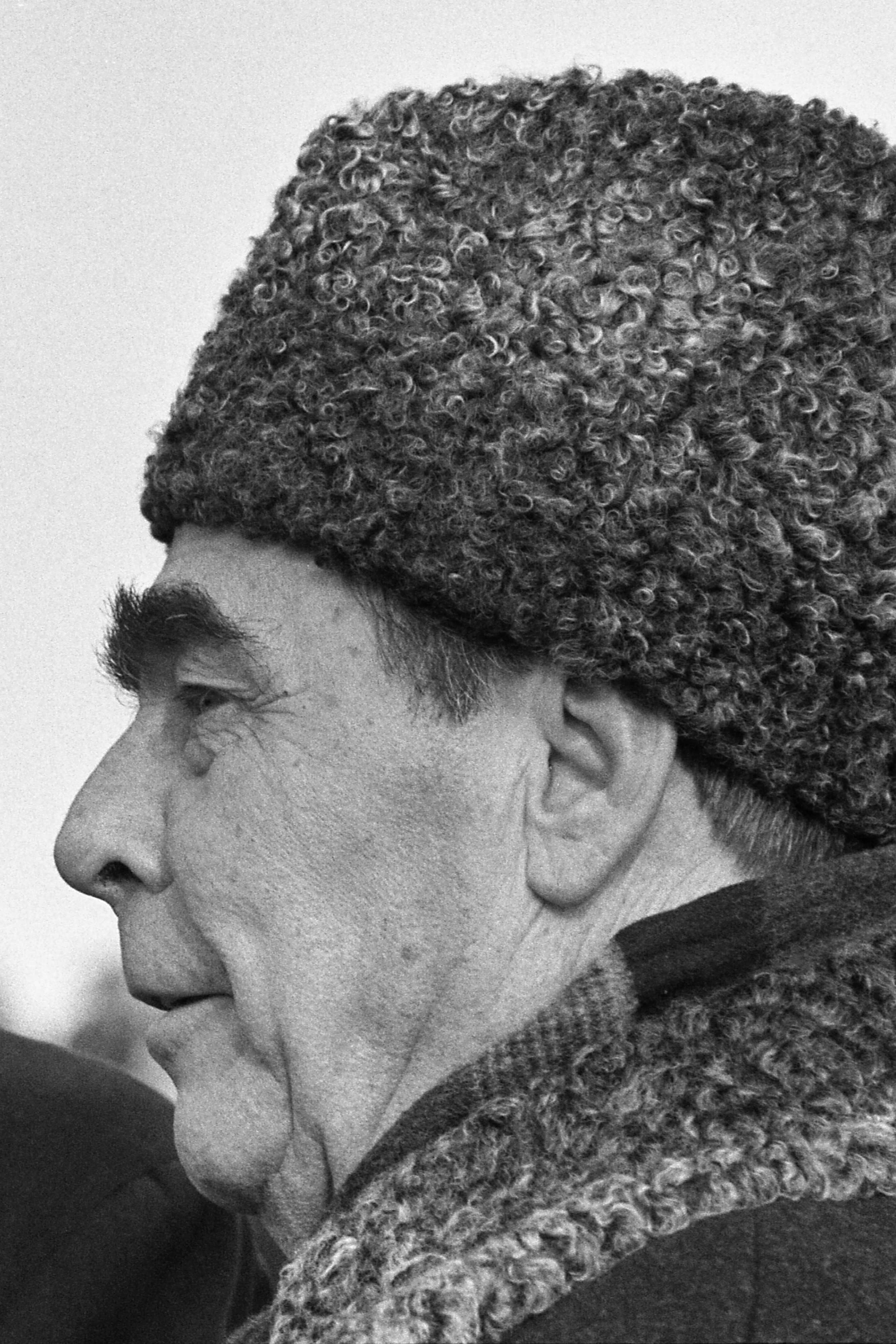
Л. И. Брежнев. Ноябрь 1974

- лейтенант танковых войск — см. данную статью,
- полковой комиссар запаса — 16 сентября 1941 г.[58][59][206],
- бригадный комиссар — 26 декабря 1941 г.[207],
- полковник — 15 декабря 1942 г.[208][209],
- генерал-майор — 2 ноября 1944 г.[210][211],
- генерал-лейтенант — 4 августа 1953 г.[107][108],
- генерал армии — 21 марта 1974 г.[212],
- Маршал Советского Союза — 7 мая 1976 г.[213]

## Брежнев и ветераны
В 1965 году, когда страна отмечала юбилей Победы, день 9 мая стал нерабочим. Постепенно День Победы стал вторым государственным праздником после Дня Великой Октябрьской социалистической революции. По инициативе Брежнева в 1965 году был проведён военный парад на Красной площади, открыта Могила Неизвестного Солдата. Кроме того, произошло значительное расширение объёма льгот для ветеранов Великой Отечественной войны, а также был расширен круг лиц, которые причислялись к ветеранам.

## Семья

Дети Л. И. Брежнева — Галина и Юрий. 1942

Дед — Яков Максимович Брежнев, однодворец.
Отец — Илья Яковлевич Брежнев (1878—1937), родился в деревне Брежнево. Работал вальцовщиком. Познакомился с 18-летней дочерью своего начальника и вскоре женился на ней. Вскоре семья переехала в Каменское где Илья Яковлевич устроился на металлургический завод и проработал там 37 лет. Погиб на производстве когда проволока, которой цепляют прокатную сталь, сорвалась и пробила ему живот. Операция не помогла.
Мать — Наталья Денисовна Мазолова (1886—1975), дочь начальника котельной, имела польское происхождение. Познакомилась с Ильёй Брежневым когда он работал на её отца. После смерти мужа долгое время жила одна, в Москву согласилась переехать лишь в 80 лет. Очень гордилась заслугами сына. Вела себя скромно. Например вместе со всеми стояла в очереди в магазине.
Брат — Яков Ильич Брежнев (1912—1993).
Сестра — Вера Ильична Брежнева (1910—1997)
Леонид Ильич Брежнев был женат на Виктории Петровне Брежневой (урождённая Денисова; 1907—1995) с 27 декабря 1927 вплоть до своей смерти.
По окончании школы Виктория Петровна поступила в Курский медицинский техникум. В 1925 году на танцах в общежитии техникума она познакомилась с будущим супругом, Леонидом Брежневым. В то время он учился на третьем курсе землемерно-мелиоративного техникума, а Виктория — на первом курсе медицинского техникума. Впоследствии вдова Брежнева вспоминала, что сначала он пригласил на танцы её подружку, но та ответила отказом, поскольку молодой человек не умел танцевать, а Виктория согласилась. В конце 1927 года Леонид и Виктория поженились.
Первым ребёнком у них родилась дочь Галина (1929—1998), а вторым сын Юрий (1933—2013), у которого был сын Андрей (1961—2018), внук Леонида Ильича.
Дочь — Галина Леонидовна Брежнева — была одной из самых скандальных фигур советской элиты. Её мужьями были: артист цирка эквилибрист и акробат Евгений Милаев, иллюзионист Игорь Кио (брак длился 10 дней), заместитель министра внутренних дел СССР Юрий Чурбанов. Говорили о близкой связи Галины Брежневой с артистом балета, народным артистом СССР Марисом Лиепой. Но наиболее скандальной считается связь Галины с цыганским актёром и певцом Борисом Ивановичем Буряце (1946—1987). Единственная дочь Галины Брежневой от первого брака с Евгением Милаевым — Виктория Милаева (Филиппова; 1952—2018). Дочь Виктории Евгеньевны Галина Филиппова (род. 1973) — правнучка Л. И. Брежнева.

## Печатные труды
- Брежнев Л. И. «Речь на XXII съезде КПСС 19 октября 1961 г.»
- Л. И. Брежнев. «Ленинским курсом»: Речи и статьи. (в 9 томах, 5523 страницы) — М.: Политиздат, 1970—1983.
- Л. И. Брежнев. Воспоминания («Малая земля», «Возрождение», «Целина»). — журн. «Новый мир», 1978, № 2, 5, 11.
- Л. И. Брежнев. Воспоминания (Глава 1 «Жизнь по заводскому гудку». Глава 2 «Чувство Родины». Глава 3 «Малая земля». Глава 4 «Возрождение». Глава 5 «Молдавская весна». Глава 6 «Целина». Глава 7 «Космический Октябрь». Глава 8 «Слово о коммунистах»). М.: ИПЛ, 1983.
- Л. И. Брежнев. Рабочие и дневниковые записи: В 3 т. / Т. 1: Л. И. Брежнев. Рабочие и дневниковые записи. 1964—1982 гг.; Т. 2: Л. И. Брежнев. Записи секретарей приёмной Л. И. Брежнева. 1965—1982 гг.; Т. 3: Л. И. Брежнев. Рабочие и дневниковые записи. 1944—1964 гг. / Федеральное архивное агентство, Архив Президента Российской Федерации, Российский государственный архив новейшей истории, Российское историческое общество, Германский исторический институт в Москве; отв. ред. С. В. Кудряшов; сост.: А. С. Степанов, А. В. Коротков, при участии С. А. Мельчина, М. Ю. Прозуменщикова, З. К. Водопьяновой, Т. В. Домрачёвой, Ю. Н. Муравьёва. М.: Историческая литература, 2016. Т. 1. — 1264 с. — ISBN 978-5-9908943-1-0; Т. 2. — 1232 с. — ISBN 978-5-9908943-2-7; Т. 3. — 1072 с. — ISBN 978-5-9908943-3-4.

## Мнения и оценки

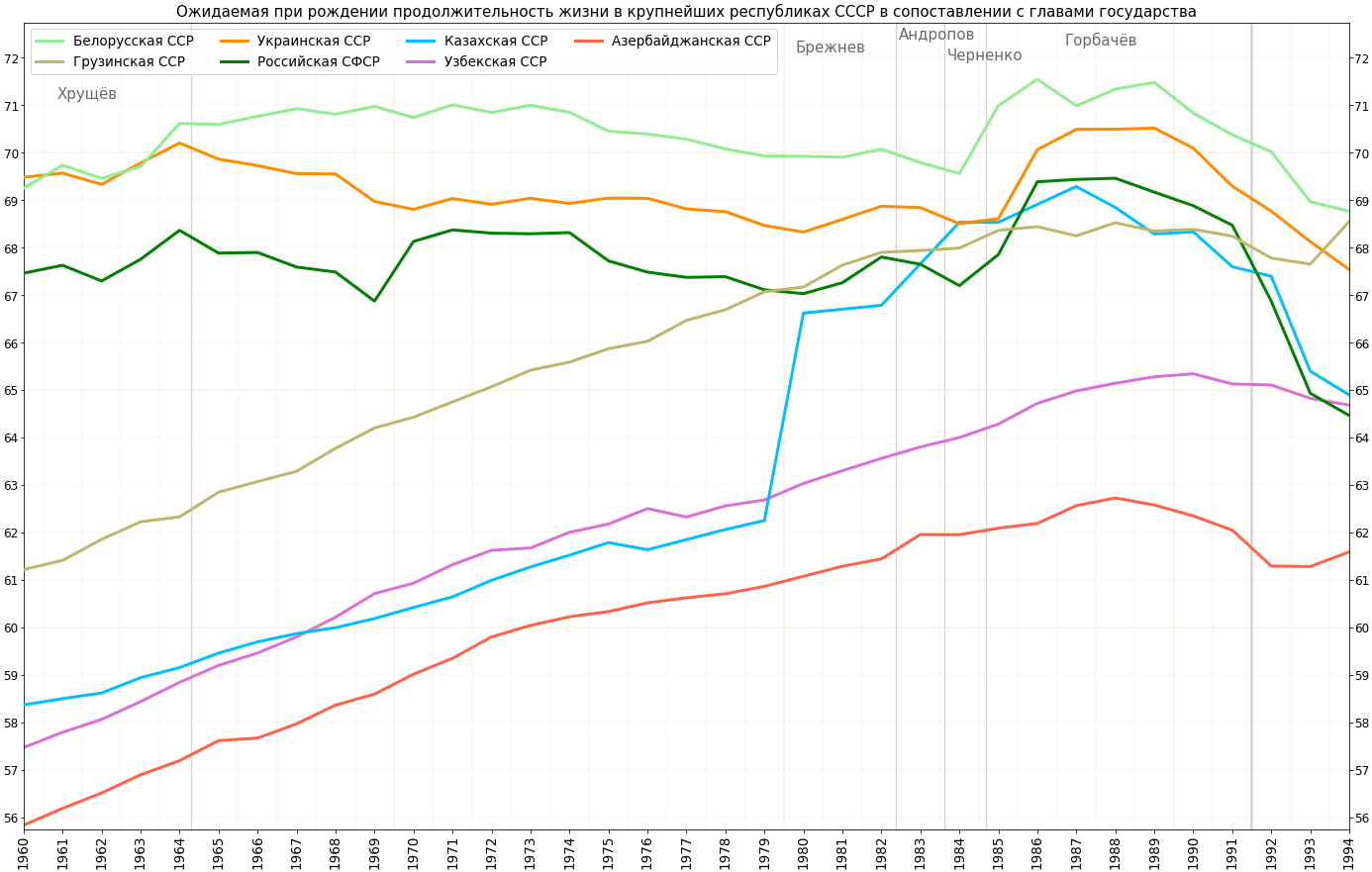
График изменения ожидаемой продолжительности жизни в крупнейших республиках СССР при Брежневе

В эпохе Брежнева можно выделить два этапа, первый из которых был весьма успешен. Большую часть периода правления Леонида Ильича Брежнева называют «развитой социализм», поскольку в это время было успешное частичное проведение Косыгинской реформы (1964—1976), которая дала значительный толчок в экономике СССР, но усилила рост теневой экономики.
В 1960-е — 1970-е годы валовой общественный продукт вырос примерно на 350 %, промышленная продукция — на 485 %, сельскохозяйственная — на 171 %. Трудодни в колхозах были заменены ежемесячной денежной оплатой. При Брежневе в СССР был реализован ряд масштабных инфраструктурных и энергетических проектов. Был поставлен под промышленную нагрузку первый гидроагрегат Саяно-Шушенской ГЭС, введены в строй десятки других гидроэлектростанций, атомных реакторов, новые автомобильные и железные дороги, химические, металлургические и машиностроительные заводы.
Второй этап правления Брежнева получил название «период застоя» (1977—1982). В этот период наблюдались постепенная стагнация, усиление товарного дефицита, рост смертности и алкоголизация населения, массовые беспорядки. Было усилено давление на другие социалистические страны (в частности, военное подавление Афганская война (1979—1989)), травля интеллигенции (в частности, вынужденная эмиграция из Ленинграда И. Бродского и М. Шемякина, высылка А. Солженицына (1974) и ссылка академика А. Сахарова).
По опросам Левада-Центра, проведённым в апреле 2013 года, граждане России оценили Л. И. Брежнева лучше других руководителей страны в XX веке. Положительно к нему отнеслись 56 % опрошенных, отрицательно — 29 %. На втором месте — Ленин (55 % и 28 %). За ним следуют Сталин (50 % и 38 %), Николай II (48 % и 21 %), Хрущёв (45 % и 35 %), Ельцин (22 % и 64 %) и Горбачёв (22 % и 65 %).
Несмотря на очевидную немощь и астению, отчётливо проявлявшиеся в последние годы жизни Брежнева, некоторые мемуаристы представляют Брежнева в ином свете. Так по словам главного конструктора СПРН и СККП в 1970—1987 гг. В. Г. Репина Брежнев был единственным из всех Верховных Главнокомандующих, с которыми тот встречался за годы работы главным конструктором, кто «счёл для себя необходимой личную беседу с главным конструктором». Также по утверждению Репина Брежнев «проявлял неподдельный интерес, задавал много вопросов, вникая в суть проблем, по ходу заседания вносил поправки в подготовленный проект решения». По словам Репина «активное поведение [Брежнева] сильно контрастировало по сравнению с поведением других членов Совета Обороны».
После прихода к власти М. С. Горбачёва в 1985 году эпоху Брежнева стали называть «застоем», а конец 1970-х годов, когда Брежнев получал одну государственную награду за другой, — «расцветом эпохи застоя», проявлением надувного авторитета. В противоположность сталинскому «культу личности», эпоху Брежнева именовали «культ без личности». Критиковался широко распространённый в брежневские годы, общеупотребительный в прессе, на телевидении и радио официальный оборот речи: «Спасибо за это родному ЦК и лично товарищу Брежневу». Однако с началом кризиса и распада СССР в 1990-х годах волна критики в адрес Брежнева и «эпохи застоя» резко пошла на убыль.
В действительной практике брежневской эпохи никакого «возврата к Сталину», вопреки распространённым в западной и современной российской литературе мнениям, не было. А по размаху политических репрессий против инакомыслящих хрущёвский режим стоит несоизмеримо ближе к Сталину, чем брежневский. Если при Хрущёве за «антисоветскую» агитацию и пропаганду были осуждены многие тысячи людей, то во времена Брежнева — десятки.

## Память

### Постановление об увековечении памяти
18 ноября 1982 года вышло совместное постановление ЦК КПСС, Президиума ВС СССР и Совмина СССР «Об увековечении памяти Леонида Ильича Брежнева». В соответствии с ним ряд объектов (город Набережные Челны, районы городов, площади, предприятия и организации, воинские части, корабли и т. д.) были переименованы или получили дополнительное наименование в честь Брежнева.
В Брежнев был переименован город Набережные Челны (Татарская АССР), где находится КАМАЗ. В 1988 году городу вернули прежнее название.
Два района городов (Черёмушкинский район Москвы и Заводской район Днепродзержинска) были переименованы в Брежневский район. Черёмушкинский район вернул своё прежнее название в 1988 году, а Заводской — в 1990-х годах.
Имя Брежнева было присвоено Звёздному городку (таким образом, его официальным названием стало «Звёздный городок имени Л. И. Брежнева»). С 1988 года Звёздный городок перестал носить имя Брежнева.
Производственным предприятиям: Оскольскому электрометаллургическому комбинату, ПО «Южный машиностроительный завод», Новороссийскому цементному комбинату, Волгодонскому производственному объединению атомного энергетического машиностроения, Нурекской ГЭС.
Сельскохозяйственным предприятиям: целинному совхозу Кустанайской области Казахской ССР (до 1982 и с 1988 года совхоз «Боровской» Боровского района) и колхозу «Вяцаноуэ» Оргеевского района Молдавской ССР.
Учебные организации: Днепропетровскому металлургическому институту, высшему военному училищу Министерства обороны; учебной танковой дивизии, где служил Л. И. Брежнев (в/ч 21250, ныне 212-й гвардейский окружной учебный Венский орденов Ленина и Кутузова центр подготовки младших специалистов (танковых войск) имени генерал-лейтенанта И. Н. Руссиянова); средней школе № 1 города Днепродзержинск.
Морские суда: атомному ледоколу «Арктика», кораблю Военно-Морского Флота, морскому пассажирскому судну (до 1982 и с 1989 года «Карелия».
Улицы и площади
Согласно постановлению ЦК КПСС, Президиума ВС СССР и Совмина СССР от 18 ноября 1982 года, в честь Брежнева были переименованы «по одной новой площади в городах Москве, Ленинграде, Киеве, Алма-Ате и Днепропетровске».
- В Москве площадью Брежнева был назван перекрёсток улиц Профсоюзной и Гарибальди[226]. 23 декабря 1987 года вышло постановление бюро Московского городского комитета КПСС, содержащее поддержку предложения Московского городского Совета народных депутатов «Об упразднении названия „Площадь имени Леонида Ильича Брежнева“ в Москве и демонтаже памятной стелы и досок с пояснительным текстом» и просьбу к ЦК КПСС также рассмотреть данный вопрос[227]. С 1988 года это название исчезло с карт и указателей, а с площади был убран памятный знак Брежневу.
- В Ленинграде это название получила Красногвардейская площадь (в 1988 году возвращено прежнее название)[223].
- В Киеве площадью Брежнева стала бывшая площадь Урицкого (в 1988 году вернули название Соломенская).
- В Алма-Ате в площадь Брежнева была переименована Новая площадь (в 1988 году ей было возвращено прежнее название[228], а с 1990 года она официально называется площадью Республики).

### Иное
- В 2002 году в Новороссийске обсуждался вопрос о присвоении одной из улиц города имени Брежнева[229].
- В настоящее время имя Брежнева носят несколько улиц в небольших населённых пунктах России[230]. В частности, в Гамурзиевском округе города Назрань (Ингушетия)[231], в селе Ижульское Балахтинского района Красноярского края[232]; селе Кака-Шура Карабудахкентского района Дагестана[233]; селе Новое Иванцево Шатковского района Нижегородской области[234]; селе Солонка Нехаевского района Волгоградской области[235]. Брежневская улица есть также в селе Урусово Тульской области.
- В Хараре улица, на которой находится посольство России в Зимбабве, с 2019 года называется Leonid Brezhnev Street (до этого — Fife Avenue)[236].

### Памятники и мемориальные доски
- На могиле Брежнева у Кремлёвской стены установлен гранитный бюст[189].
- Установлены бюсты в Москве и Владимире[189].
- В городе Каменское (в 1936—2016 годах — Днепродзержинск), где родился и провёл молодые годы Л. И. Брежнев, на площади Освободителей (бывшей Октябрьской) находился бронзовый бюст генерального секретаря ЦК КПСС[237], установленный в 1976 году на родине дважды Героя (Советского Союза и Социалистического Труда), как полагалось в СССР.
- На здании Днепровского государственного технического университета по Гимназическому проспекту (бывший Пелина), в котором с 1931 по 1935 год учился Леонид Брежнев, установлена мемориальная доска с соответствующим текстом и барельефом генсека.
- 16 сентября 2004 года в Новороссийске открыт памятник Леониду Брежневу на пересечении улиц Советов и Новороссийской Республики. Автор памятника — краснодарский скульптор Николай Бугаев. Скульптор изобразил молодого, энергичного генерального секретаря идущим по городу в костюме, без наград, с плащом, перекинутым за спину. Рабочее название скульптуры — «Человек, идущий по городу»[238]. 14 сентября 2023 года, в день 50-летия присвоения Новороссийску звания «Город-герой», сквер был назван его именем[239]. Новороссийские власти отмечают, что Леонид Ильич в своё время очень много сделал для города, порта, пароходства.

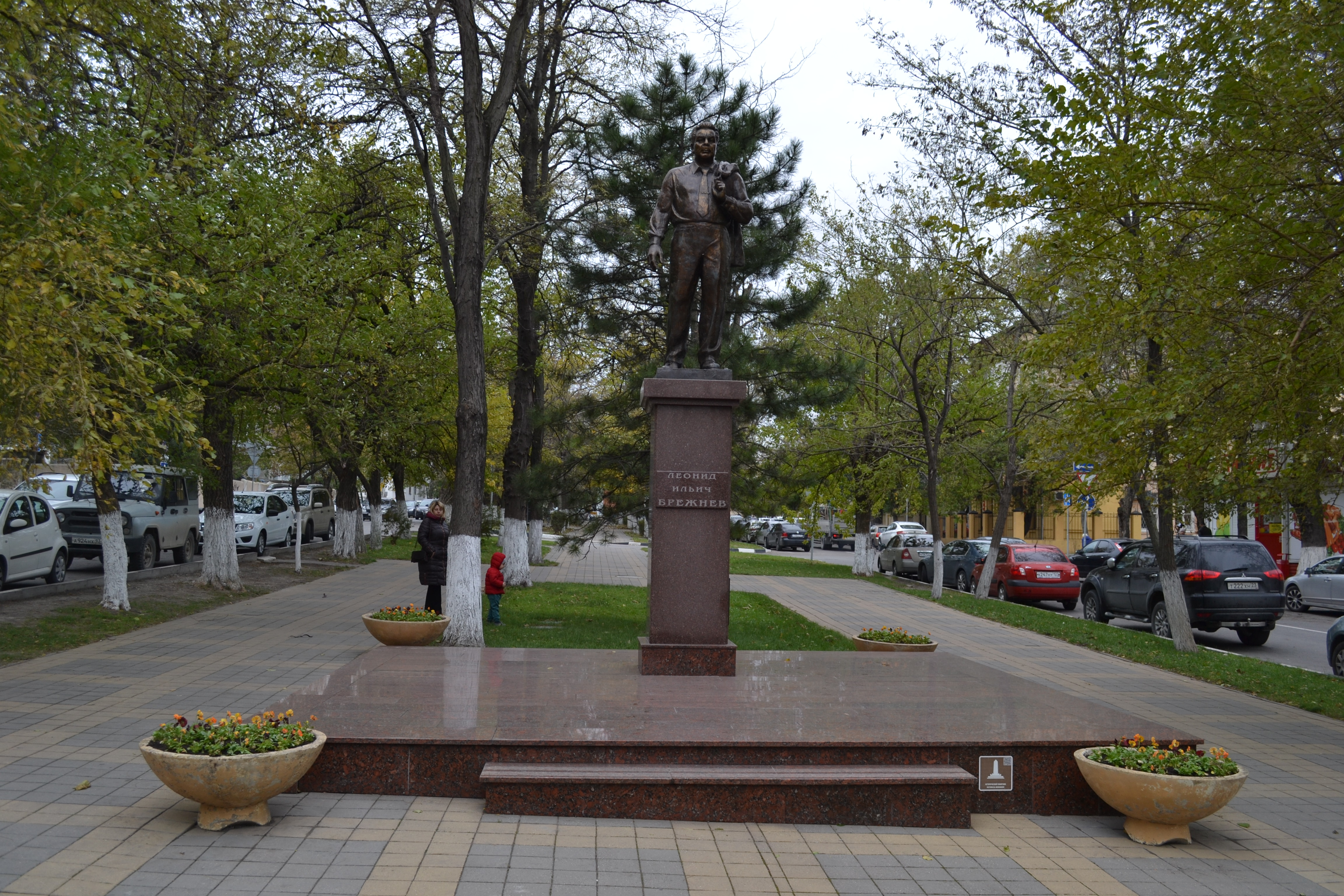
Памятник Брежневу в Новороссийске
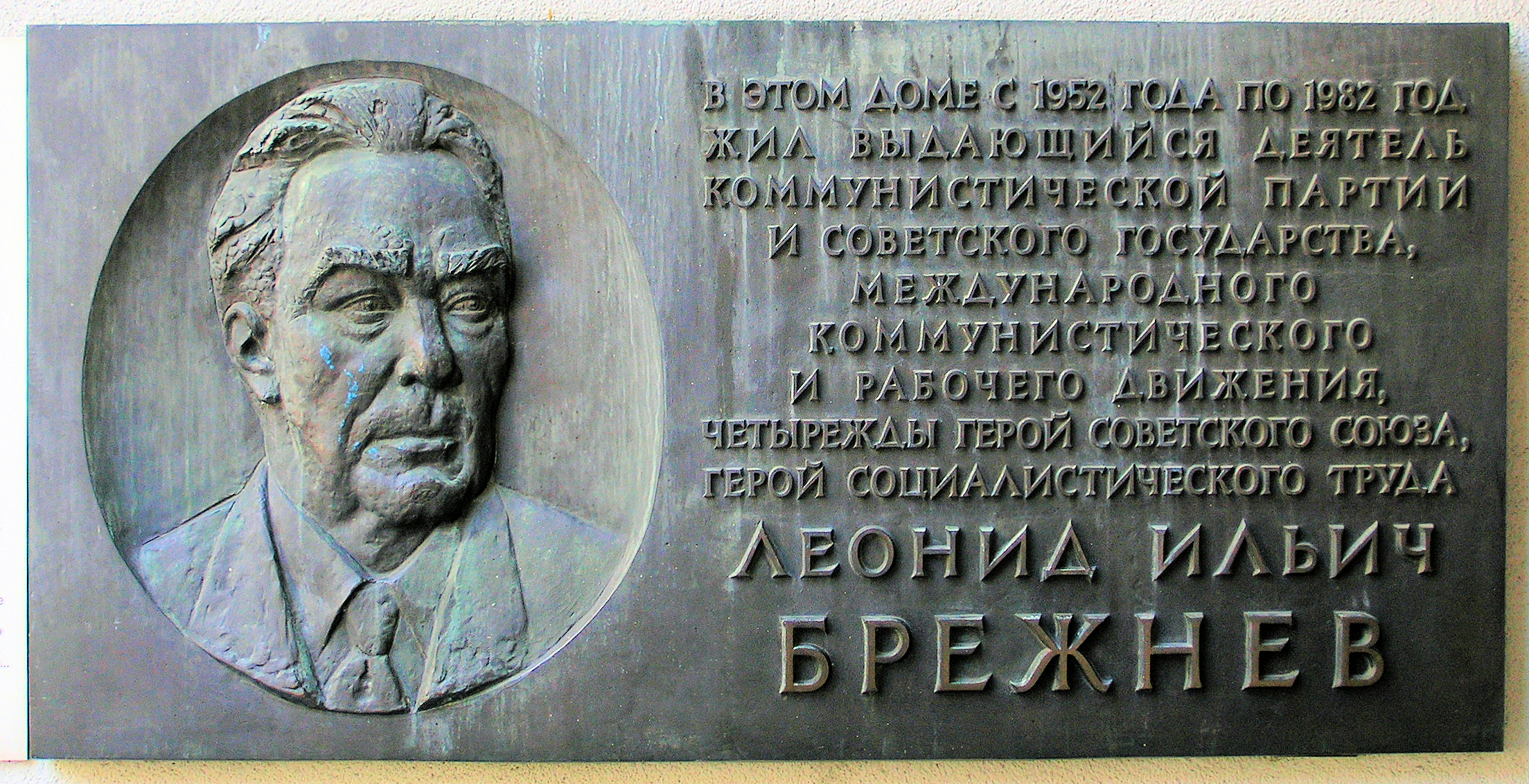
Мемориальная доска с дома на Кутузовском проспекте в Москве, где жил Брежнев. Музей Берлинской стены
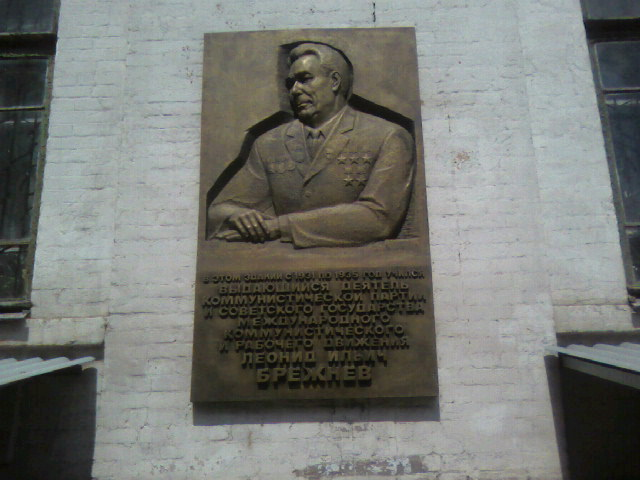
Мемориальная доска на Днепровском университете в Каменском
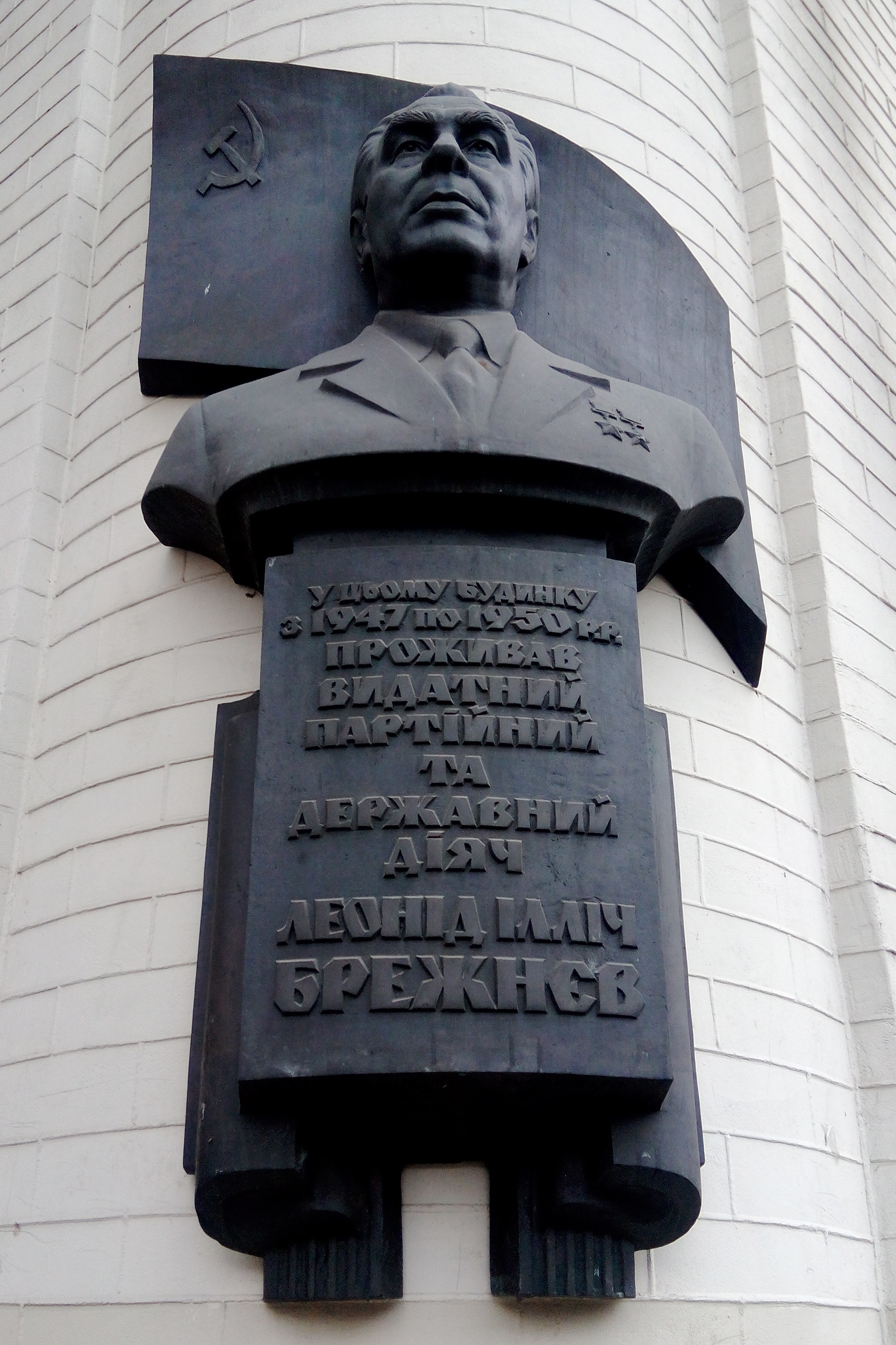
Мемориальная доска в Днепре на Крутогорном спуске

- В 2006 году в городе Днепропетровске к 100-летию со дня рождения Брежнева установлена мемориальная доска на стене дома по улице Рогалёва, 1, где он жил в конце 1940-х — начале 1950-х годов[240]. С 1982 года имя Брежнева в Днепропетровске носили одна из площадей в центре города, металлургический институт, а также производственное объединение «Южный машиностроительный завод» (все наименования отменены в конце 1980-х годов). 25 января 2012 года сессия горсовета назвала именем Брежнева улицу. В 2016 году, в связи с декоммунизацией, улица была переименована.
- 19 декабря 2013 года, на доме 26 по Кутузовскому проспекту в Москве, в котором Брежнев прожил около 30 лет, восстановили мемориальную доску, демонтированную в 1991 году[241].

## В искусстве

### Киновоплощения
- Ричард Карлан («Ракеты Октября» «англ. The Missiles of October» (США, 1974)
- Евгений Матвеев («Солдаты свободы», 1977, «Клан», 1990, «Под Полярной звездой», 2001)
- Пол Хардвик («Вторжение» «англ. Invasion» (США, 1980); «Осьминожка» «англ. Octopussy» (США, 1983)
- Нехемия Персофф («Садат», США, 1983)
- Фрэнк Миддлмасс («Квадратура круга» «англ. Squaring the Circle» (Великобритания, 1984)
- Борис Сичкин («Последние дни», 1989, «Никсон», 1995, США)
- Юрий Шумило («Чёрная роза — эмблема печали, красная роза — эмблема любви», 1989)
- Михаил Храбров («Анекдоты», 1990, «Вперёд, за сокровищами гетмана![укр.]», 1993)
- Андрей Мягков («На Дерибасовской хорошая погода, или На Брайтон-Бич опять идут дожди», 1992)
- Леонид Неведомский («Кооператив «Политбюро», или Будет долгим прощание», 1992)
- Александр Белявский («Серые волки», 1993)
- Борис Макаров («Аферы, музыка, любовь», «Корабль двойников», 1997, «КГБ в смокинге», 2005, «Легенда № 17», 2013, «Кураж», 2014)
- Лен Дончев («Дик», 1999, США)
- Гарри Маршалл («англ. It’s a Shame About Ray», США, 2000)
- Артур Ваха («Брежнев», 2005 — молодой; «Фурцева. Легенда о Екатерине», 2011)
- Сергей Шакуров («Брежнев», 2005 — пожилой)
- Микеле Гаммино («Папа Иоанн Павел II» «англ. Pope John Paul II», (США, 2005)
- Владимир Долинский («Красная площадь», 2005)
- Богдан Ступка («Заяц над бездной», 2005; «Пражская весна» «нем. Der Prager Frühling», Германия, 2008)
- Сергей Бездушный «Галина», 2008 — молодой; «Жуков», 2012)
- Валерий Косенков («Галина», 2008; «Туман рассеивается», 2008; «Дом образцового содержания», 2010)
- Олег Чернигов («Вольф Мессинг: видевший сквозь время», 2009; «Хоккейные игры», 2012)
- Анатолий Васильев («И примкнувший к ним Шепилов», «Осведомлённый источник в Москве», 2009)
- Мартин Рейсс («Хранители», США, 2009)
- Валентин Смирнитский («Последняя встреча», 2010; «Петля Нестерова», 2015)
- Тони Хоникберг («Люди Икс: Первый класс», США, 2011)
- Валерий Никитенко («Казнокрады», 2011)
- Вячеслав Шалевич («Дело гастронома № 1», 2011)
- Николай Токарев («Однажды в Ростове», 2012)
- Валерий Магдьяш («Глаз Божий», 2012)
- Сергей Дорогов («6 кадров», 2006; «Нереальная история», 2011)
- Василий Сахновский («Палач», 2014, озвучивает Сергей Шакуров)
- Александр Голобородько (Джуна, 2015)
- Анатолий Котенёв («Главный», 2015)
- Морис Демерс («Жертвуя пешкой», США, 2015)
- Александр Солоненко («Таинственная страсть», 2016)
- Джеральд Лепковски («Смерть Сталина», 2017)
- Валерий Гришко («Время первых», 2017)
- Джеймс Бортвик («Корона», 2017)
- Владимир Нечепоренко («Дубчек» / Dubček, Чехия, 2018)
- Богдан Бенюк («Лайко: Цыган в космосе» / Lajkó — Cigány az ürben, Венгрия, 2018)
- Владимир Новиков («Операция «Сатана»», 2018, озвучивает Сергей Колтаков)
- Алексей Колган («Стрельцов», 2020)
- Александр Филиппенко («Чемпион мира», 2021)
- Роберт Дави («Рейган», США, 2024)
- Юрий Стоянов («Городок», 1990-е; «Игры», 2024)

### Документальные фильмы
- Память навсегда, 1975. Режиссёр и автор сценария Фирсова Д.. Операторы: операторы ЦСДФ, диктор: Хлебников А.
- Документальный фильм Романа Кармена «Великая Отечественная», в американском прокате этот фильм вышел под названием «Неизвестная война»
 (эпизоды).
- «Город-герой Новороссийск» (1974). Операторы: Аккуратов Е., Микоша В., Леонгардт Ю.
- Документальный фильм «Леонид Брежнев» из цикла «Советские биографии», НТВ (2011).
- Исторические хроники с Николаем Сванидзе, 68-я серия. «1966 год — Леонид Брежнев»
- «Вторая русская революция» — Би-Би-Си (1991 год)

## Документы

Личный лист по учёту кадров Л. И. Брежнева 25 октября 1942 года
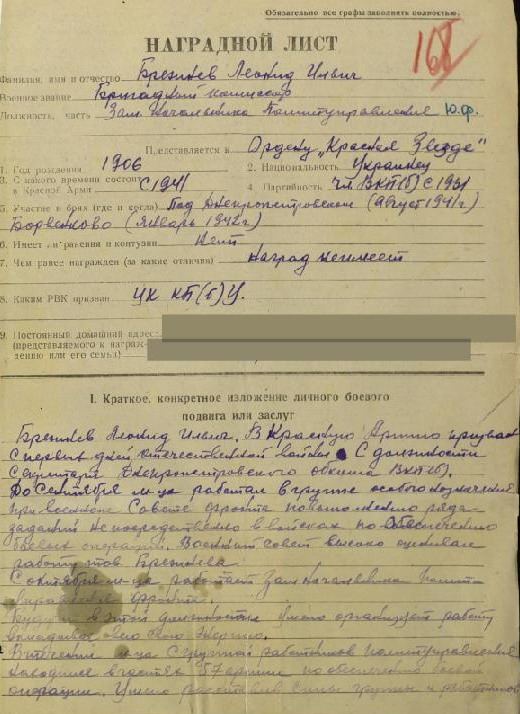
Наградной лист от 27 марта 1942 года о награждении Л. И. Брежнева орденом Красной Звезды
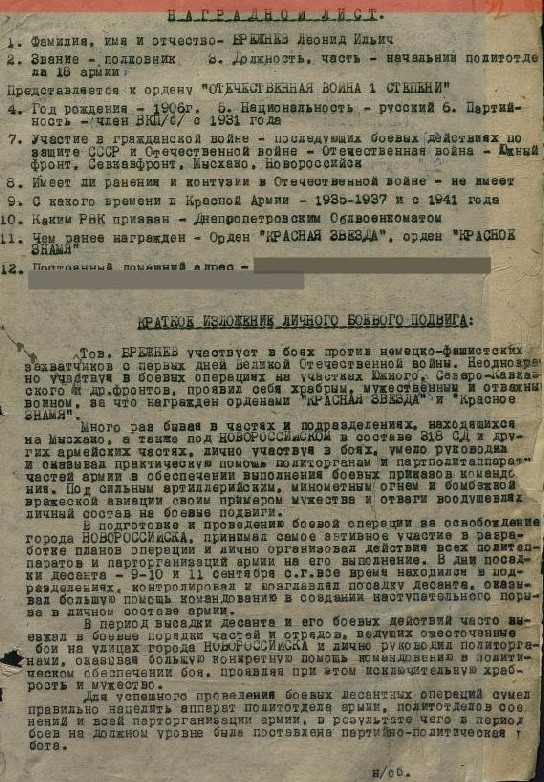
Наградной лист от 18 сентября 1943 года о награждении Л. И. Брежнева орденом Отечественной войны I степени
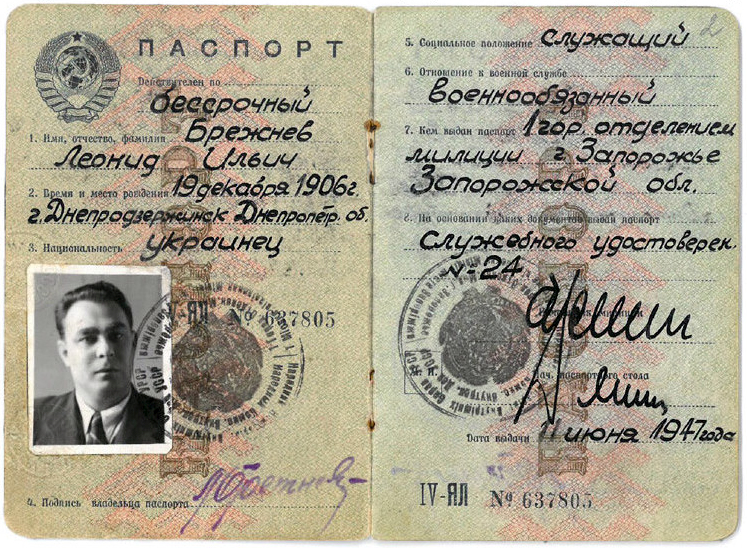
Паспорт Л. И. Брежнева 1947 года
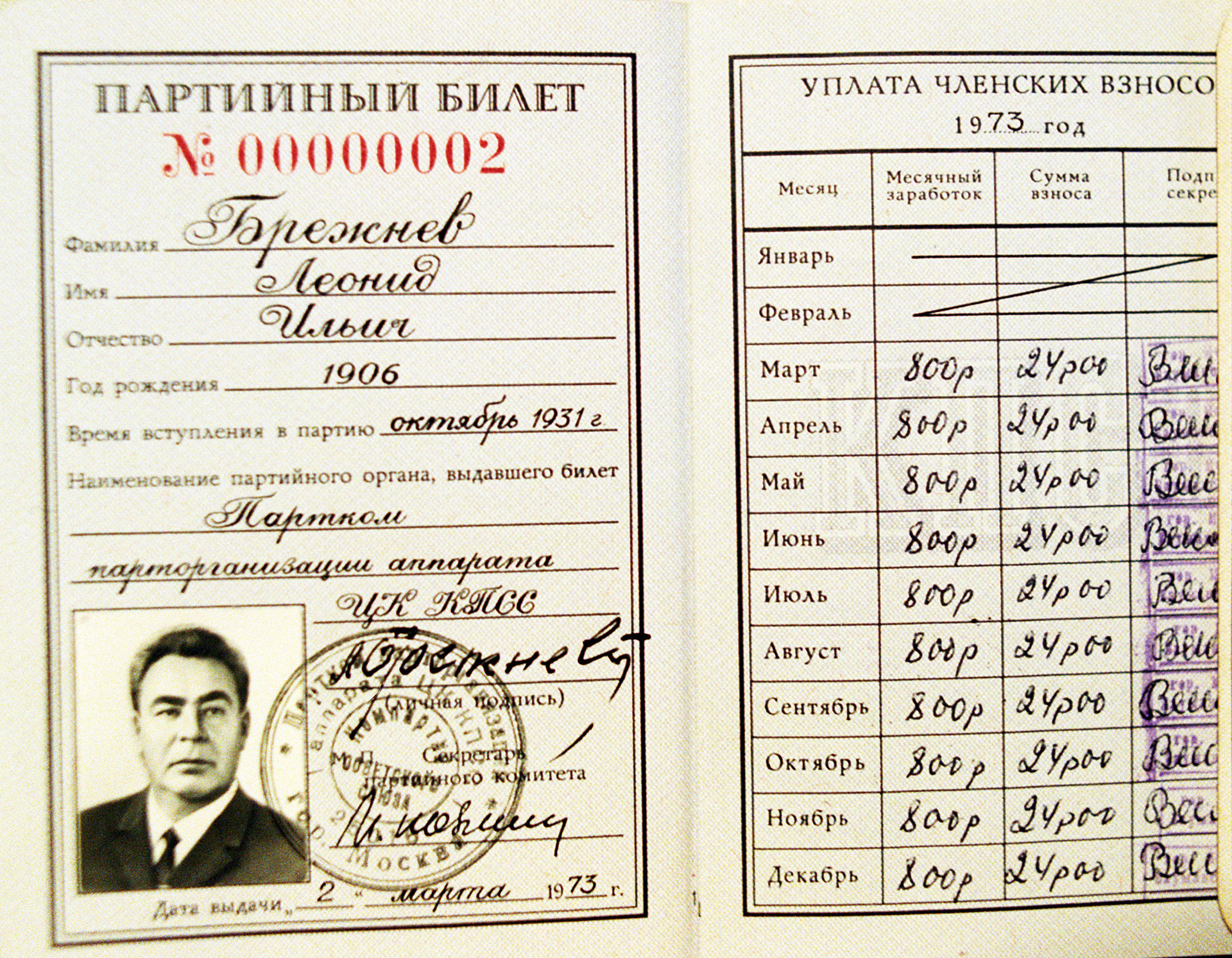
Партийный билет Л. И. Брежнева 1973 года